# FC Utrecht in het seizoen 2008/09 (mannen)
Het seizoen 2008-2009 van FC Utrecht is het 39e seizoen van de Nederlandse betaaldvoetbalclub sinds de oprichting uit een fusie in 1970. De club speelt net als het voorgaande seizoen, toen het op de 10e plaats eindigde, in de Eredivisie.

## Voorbereiding
Het seizoen wordt voorafgegaan door een voorbereidingsperiode in de zomer, waarin het eerste elftal een aantal oefenwedstrijden speelt tegen regionale amateurelftallen en enkele grotere teams, waaronder het Engelse Derby County. Met deze club heeft FC Utrecht eind april 2008 een samenwerkingsverband gesloten. De klassieke openingswedstrijd vond plaats op 10 augustus, tegen de Premiershipclub Wigan Athletic.

### Transferperiode

#### Aanval vertrekt

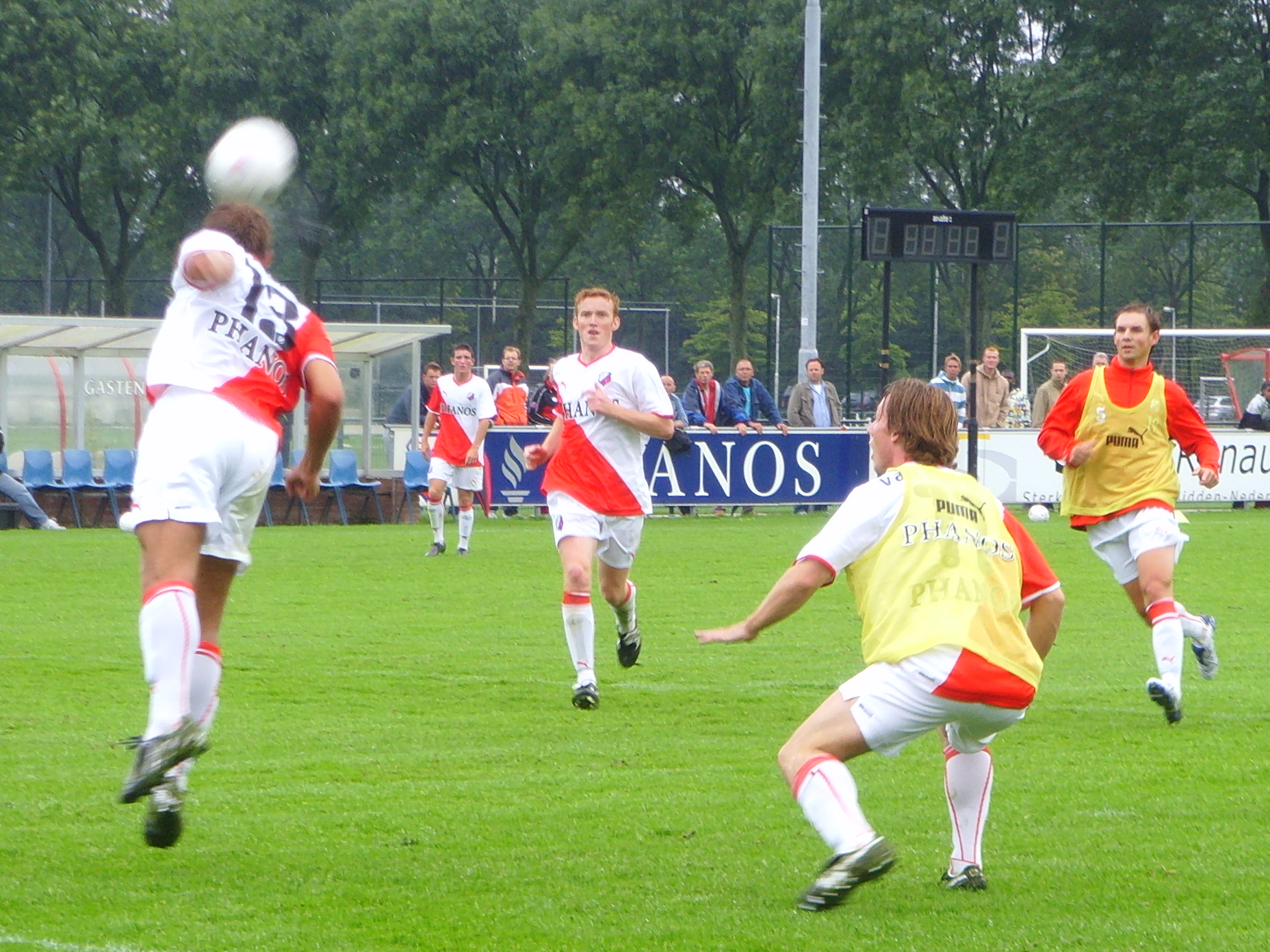
Actiefoto van de eerste training van het seizoen

Aan het begin van de transferperiode zag FC Utrecht een deel van de aanval vertrekken. Giuseppe Rossini keerde terug naar België, omdat hij in Utrecht te weinig speeltijd kreeg en vooral als pinchhitter werd gebruikt. Voorzitter Jan Willem van Dop had aan het begin van het jaar nog de intentie uitgesproken de 3-voudig doelpuntenmaker een nieuw contract aan te bieden, maar toen dit geen doorgang vond tekende de Belg eind maart een driejarig contract bij eersteklasser KV Mechelen.
Ook Robin Nelisse, met 16 doelpunten clubtopscorer van het seizoen, vertrok naar het buitenland. De transfervrije spits verbond zich voor drie jaar aan Red Bull Salzburg. De Oostenrijkse club staat onder leiding van de Nederlander Co Adriaanse, met wie Nelisse van 2002 tot 2005 bij AZ had samengewerkt. In een eerder stadium had ook Rapid Wien aangegeven interesse in de speler te hebben, maar deze koos uiteindelijk voor een hereniging met zijn vroegere trainer.
Twee spelers mogen de club transfervrij verlaten. Zowel Etienne Shew-Atjon als de Fransman Franck Grandel hebben een aflopend contract dat niet zal worden verlengd. Beiden kwamen een groot deel van de jaargang vanwege blessures niet in actie, hoewel Grandel met 20 wedstrijden nog de meestgebruikte doelman van het seizoen was. Voor Shew-Atjon betekent het vertrek een einde van een achtjarige periode in de Galgenwaard. Beiden hebben nog geen nieuwe club gevonden - voor Grandel was er echter al interesse uit zijn thuisland Frankrijk.
Later heeft Shew-Atjon toch nog een nieuw contract gekregen, vanwege het vertrek van Erik Pieters. Dit is voor 1 seizoen, met de optie voor nog een seizoen. Als zijn contract dan verloopt krijgt hij een nieuw contract als scout van de club.

#### Nieuwe middenvelders

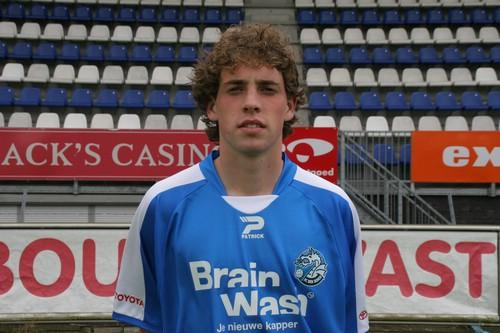
Barry Maguire was de eerste aankoop van het seizoen

De eerste aanwinst voor het seizoen 2008-2009 was al op 9 april 2008 een feit, toen FC Utrecht bekendmaakte de Nederlands-Ierse Barry Maguire voor vier seizoenen aan zich te hebben gebonden. In februari van dat jaar had voorzitter Van Dop in het blad ELF al aangegeven dat de club persoonlijk rond was met de 18-jarige middenvelder. FC Den Bosch, destijds de werkgever van Maguire, zei echter niet op de hoogte te zijn van het contract, en kondigde aan een aanzienlijke transfersom voor hem te willen ontvangen, aangezien de basisspeler nog een contract had voor twee jaar. In april kwamen de clubs er alsnog uit. De transfersom werd niet bekendgemaakt.
Michael Silberbauer was de tweede speler die het Utrechtse middenveld kwam versterken. Op 26 mei tekende de achtvoudig Deens international een driejarig contract. Hij kwam over van de Deense topclub FC Kopenhagen, waar hij in 80 competitieduels 19 keer had gescoord. Club en speler waren er al sinds 17 mei grotendeels uit, maar vanwege enkele details in het contract duurde het nog een week voor het contract werd getekend. Aangezien de middenvelder een aflopend contract had, hoefde er geen transfersom worden betaald.
Gregoor van Dijk maakte bekend langer te willen blijven bij FC Utrecht. Hij heeft zijn contract verlengd tot 2012.

#### Jongelingen mogen weg
Twee spelers van Jong FC Utrecht werden verhuurd aan eerstedivisionist AGOVV Apeldoorn. Aanvaller Ramon Leeuwin had zich met 2 optredens in de hoofdmacht in het seizoen daarvoor niet kunnen bewijzen, en ook verdediger Jahrizino Valentijn was op zoek naar meer speeltijd. Tegelijk met het vertrek van laatstgenoemde werd ook bekendgemaakt dat Kees van Buuren in Utrecht zou blijven. De Lopiker mocht in eerste instantie uitzien naar een nieuwe club, maar FC Den Bosch, dat interesse had getoond, besloot uiteindelijk Alper Göbel aan te trekken. Van Buuren is daarom de tweede rechtsback na Tim Cornelisse. Keeper Michel Vorm verlengde zijn contract van 2010 tot 2012.

## Selectie
| Nr.             |                     | Naam                | Contract        | Geboortedatum     | Seizoen         | Vorige club       | Debuut            |
| Doelverdediging | Doelverdediging     | Doelverdediging     | Doelverdediging | Doelverdediging   | Doelverdediging | Doelverdediging   | Doelverdediging   |
| --------------- | ------------------- | ------------------- | --------------- | ----------------- | --------------- | ----------------- | ----------------- |
| 16.             | Vlag van Nederland  | Wesley de Ruiter    | 2011            | 13 januari 1986   | 2e              |                   | 12 augustus 2007  |
| 1.              | Vlag van Nederland  | Michel Vorm         | 2012            | 20 oktober 1983   | 3e              | FC Den Bosch      | 19 augustus 2006  |
| Verdediging     |                     |                     |                 |                   |                 |                   |                   |
| 15.             | Vlag van Nederland  | Kees van Buuren     | 2008            | 27 juli 1986      | 4e              |                   | 13 maart 2006     |
| 2.              | Vlag van Nederland  | Tim Cornelisse      | 2011            | 3 april 1978      | 5e              | SBV Vitesse       | 14 augustus 2004  |
| 5.              | Vlag van Denemarken | Francis Dickoh      | 2010            | 13 december 1982  | 3e              | FC Nordsjælland   | 26 augustus 2006  |
| 22.             | Vlag van Nederland  | Sander Keller       | 2010            | 19 september 1979 | 6e              | RBC Roosendaal    | 21 april 2000     |
| 13.             | Vlag van Nederland  | Mike van der Kooy   | 2011            | 30 januari 1989   | 2e              |                   | 3 februari 2008   |
| 3.              | Vlag van Roemenië   | Mihai Neșu          | 2012            | 19 februari 1983  | 1e              | Steaua Boekarest  | 14 september 2008 |
| 12.             | Vlag van Nederland  | Nick Kuipers        |                 | 12 december 1988  | 2e              |                   | 30 december 2007  |
| 24.             | Vlag van Nederland  | Etienne Shew-Atjon  | 2009            | 24 november 1974  | 11e             |                   | 23 augustus 1998  |
| 17.             | Vlag van Nederland  | Alje Schut          | 2010            | 18 februari 1981  | 11e             |                   | 3 oktober 1999    |
| 25.             | Vlag van Nederland  | Vito Wormgoor       | 2010            | 16 november 1988  | 1e              | AFC Ajax          | 14 september 2008 |
| Middenveld      |                     |                     |                 |                   |                 |                   |                   |
| 42.             | Vlag van Indonesië  | Irfan Bachdim       | 2011            | 11 augustus 1988  | 2e              |                   | 17 februari 2008  |
| 10.             | Vlag van België     | Tom Caluwé          | 2009            | 11 april 1978     | 4e              | Willem II         | 22 januari 2006   |
| 14.             | Vlag van Duitsland  | Simon Cziommer      |                 | 6 november 1980   | 1e              | AZ                | 14 september 2008 |
| 6.              | Vlag van Nederland  | Gregoor van Dijk    | 2012            | 16 november 1981  | 3e              | Roda JC           | 10 augustus 2006  |
| 18.             | Vlag van Nederland  | Barry Maguire       | 2012            | 27 oktober 1989   | 1e              | FC Den Bosch      | 14 september 2008 |
| #.              | Vlag van Nederland  | Gianluca Nijholt    |                 | 14 februari 1990  | 2e              |                   | 16 december 2007  |
| 8.              | Vlag van Denemarken | Michael Silberbauer | 2011            | 7 juli 1981       | 1e              | FC Kopenhagen     | 30 augustus 2008  |
| 20.             | Vlag van Nederland  | Gregory Schaken     |                 | 23 februari 1989  | 2e              |                   | 6 april 2008      |
| 23.             | Vlag van België     | Hans Somers         | 2010            | 9 maart 1978      | 5e              | Trabzonspor       | 14 augustus 2004  |
| Aanval          |                     |                     |                 |                   |                 |                   |                   |
| 33.             | Vlag van Nederland  | Mohammed Faouzi     |                 | 3 september 1987  | 2e              |                   | 26 september 2007 |
| 21.             | Vlag van Nederland  | Leroy George        | 2011            | 21 april 1987     | 3e              |                   | 13 april 2007     |
| 11.             | Vlag van Nederland  | Cedric van der Gun  | 2009            | 5 mei 1979        | 3e              | Borussia Dortmund | 19 augustus 2006  |
| 9.              | Vlag van Denemarken | Morten Skoubo       | 2009            | 30 juni 1980      | 1e              | Real Sociedad     | 19 september 2008 |
| 7.              | Vlag van Frankrijk  | Loïc Loval          | 2009            | 28 september 1981 | 3e              | Go Ahead Eagles   | 4 februari 2007   |
| 31.             | Vlag van Nederland  | Ingmar Maayen       |                 | 29 januari 1988   | 2e              |                   | 19 augustus 2007  |
| 19.             | Vlag van Marokko    | Ali Boussaboun      | 2010            | 11 juni 1979      | 2e              | Al-Wakrah         | 17 december 2006  |
| 30.             | Vlag van Nederland  | Randy Wolters       | 2010            | 6 april 1990      | 2e              |                   | 17 februari 2008  |
| 39.             | Vlag van Nederland  | Nick de Jong        |                 | 26 september 1989 | 1e              |                   | 5 oktober 2008    |

### Statistieken
Legenda
- W Wedstrijden
- Doelpunt
- Gele kaart
- 2x gele kaart in 1 wedstrijd
- Rode kaart

| Nat.                | Spelersnaam         | Eredivisie | Eredivisie | Eredivisie | Eredivisie | Eredivisie |  | KNVB beker | KNVB beker | KNVB beker | KNVB beker | KNVB beker |  | Play-offs | Play-offs | Play-offs | Play-offs | Play-offs |  | Totaal | Totaal | Totaal | Totaal | Totaal |
| ------------------- | ------------------- | ---------- | ---------- | ---------- | ---------- | ---------- |  | ---------- | ---------- | ---------- | ---------- | ---------- |  | --------- | --------- | --------- | --------- | --------- |  | ------ | ------ | ------ | ------ | ------ |
| Nat.                | Spelersnaam         | W          |            |            |            |            |  | W          |            |            |            |            |  | W         |           |           |           |           |  | W      |        |        |        |        |
| Doelverdediging     |                     |            |            |            |            |            |  |            |            |            |            |            |  |           |           |           |           |           |  |        |        |        |        |        |
| Vlag van Nederland  | Wesley de Ruiter    | 9          | 0          | 1          | 0          | 0          |  | 0          | 0          | 0          | 0          | 0          |  | 2         | 0         | 0         | 0         | 0         |  | 11     | 0      | 1      | 0      | 0      |
| Vlag van Nederland  | Michel Vorm         | 26         | 0          | 1          | 0          | 0          |  | 1          | 0          | 0          | 0          | 0          |  | 0         | 0         | 0         | 0         | 0         |  | 27     | 0      | 1      | 0      | 0      |
| Verdediging         |                     |            |            |            |            |            |  |            |            |            |            |            |  |           |           |           |           |           |  |        |        |        |        |        |
| Vlag van Nederland  | Kees van Buuren     | 2          | 0          | 0          | 0          | 0          |  | 0          | 0          | 0          | 0          | 0          |  | 0         | 0         | 0         | 0         | 0         |  | 2      | 0      | 0      | 0      | 0      |
| Vlag van Nederland  | Tim Cornelisse      | 31         | 1          | 5          | 0          | 0          |  | 1          | 0          | 0          | 0          | 0          |  | 2         | 1         | 1         | 0         | 0         |  | 34     | 2      | 6      | 0      | 0      |
| Vlag van Denemarken | Francis Dickoh      | 19         | 1          | 1          | 0          | 0          |  | 1          | 0          | 1          | 0          | 0          |  | 0         | 0         | 0         | 0         | 0         |  | 20     | 1      | 2      | 0      | 0      |
| Vlag van Nederland  | Sander Keller       | 29         | 5          | 6          | 0          | 0          |  | 0          | 0          | 0          | 0          | 0          |  | 1         | 0         | 0         | 0         | 0         |  | 30     | 5      | 6      | 0      | 0      |
| Vlag van Nederland  | Mike van der Kooy   | 0          | 0          | 0          | 0          | 0          |  | 0          | 0          | 0          | 0          | 0          |  | 0         | 0         | 0         | 0         | 0         |  | 0      | 0      | 0      | 0      | 0      |
| Vlag van Nederland  | Nick Kuipers        | 0          | 0          | 0          | 0          | 0          |  | 0          | 0          | 0          | 0          | 0          |  | 0         | 0         | 0         | 0         | 0         |  | 0      | 0      | 0      | 0      | 0      |
| Vlag van Nederland  | Gévero Markiet      | 1          | 0          | 0          | 0          | 0          |  | 0          | 0          | 0          | 0          | 0          |  | 0         | 0         | 0         | 0         | 0         |  | 1      | 0      | 0      | 0      | 0      |
| Vlag van Roemenië   | Mihai Neșu          | 29         | 1          | 11         | 0          | 0          |  | 1          | 0          | 0          | 1          | 0          |  | 2         | 0         | 0         | 0         | 0         |  | 32     | 1      | 11     | 1      | 0      |
| Vlag van Nederland  | Lucian Sânmartean   | 1          | 0          | 0          | 0          | 0          |  | 0          | 0          | 0          | 0          | 0          |  | 0         | 0         | 0         | 0         | 0         |  | 1      | 0      | 0      | 0      | 0      |
| Vlag van Nederland  | Etienne Shew-Atjon  | 5          | 0          | 2          | 0          | 0          |  | 1          | 0          | 0          | 0          | 0          |  | 2         | 0         | 0         | 0         | 0         |  | 8      | 0      | 2      | 0      | 0      |
| Vlag van Nederland  | Alje Schut          | 24         | 1          | 8          | 0          | 0          |  | 0          | 0          | 0          | 0          | 0          |  | 0         | 0         | 0         | 0         | 0         |  | 24     | 1      | 8      | 0      | 0      |
| Vlag van Nederland  | Vito Wormgoor       | 7          | 0          | 0          | 0          | 0          |  | 0          | 0          | 0          | 0          | 0          |  | 2         | 0         | 1         | 0         | 0         |  | 9      | 0      | 1      | 0      | 0      |
| Middenveld          |                     |            |            |            |            |            |  |            |            |            |            |            |  |           |           |           |           |           |  |        |        |        |        |        |
| Vlag van Nederland  | Irfan Bachdim       | 0          | 0          | 0          | 0          | 0          |  | 0          | 0          | 0          | 0          | 0          |  | 0         | 0         | 0         | 0         | 0         |  | 0      | 0      | 0      | 0      | 0      |
| Vlag van België     | Tom Caluwé          | 29         | 3          | 1          | 0          | 0          |  | 0          | 0          | 0          | 0          | 0          |  | 2         | 0         | 0         | 0         | 0         |  | 31     | 3      | 1      | 0      | 0      |
| Vlag van Duitsland  | Simon Cziommer      | 24         | 2          | 7          | 0          | 0          |  | 1          | 0          | 0          | 0          | 0          |  | 0         | 0         | 0         | 0         | 0         |  | 20     | 2      | 7      | 0      | 0      |
| Vlag van Nederland  | Gregoor van Dijk    | 22         | 3          | 8          | 0          | 0          |  | 1          | 0          | 0          | 0          | 0          |  | 2         | 0         | 1         | 0         | 0         |  | 25     | 3      | 9      | 0      | 0      |
| Vlag van Nederland  | Barry Maguire       | 27         | 0          | 1          | 0          | 0          |  | 1          | 0          | 0          | 0          | 0          |  | 1         | 0         | 0         | 0         | 0         |  | 29     | 0      | 1      | 0      | 0      |
| Vlag van Nederland  | Gianluca Nijholt    | 0          | 0          | 0          | 0          | 0          |  | 0          | 0          | 0          | 0          | 0          |  | 0         | 0         | 0         | 0         | 0         |  | 0      | 0      | 0      | 0      | 0      |
| Vlag van Denemarken | Michael Silberbauer | 33         | 3          | 4          | 0          | 0          |  | 1          | 0          | 0          | 0          | 0          |  | 2         | 0         | 0         | 0         | 0         |  | 36     | 3      | 4      | 0      | 0      |
| Vlag van Nederland  | Gregory Schaken     | 6          | 0          | 0          | 0          | 0          |  | 1          | 0          | 0          | 0          | 0          |  | 0         | 0         | 0         | 0         | 0         |  | 7      | 0      | 0      | 0      | 0      |
| Vlag van België     | Hans Somers         | 8          | 1          | 2          | 0          | 0          |  | 0          | 0          | 0          | 0          | 0          |  | 0         | 0         | 0         | 0         | 0         |  | 8      | 1      | 2      | 0      | 0      |
| Aanval              |                     |            |            |            |            |            |  |            |            |            |            |            |  |           |           |           |           |           |  |        |        |        |        |        |
| Vlag van Nederland  | Mohammed Faouzi     | 0          | 0          | 0          | 0          | 0          |  | 0          | 0          | 0          | 0          | 0          |  | 0         | 0         | 0         | 0         | 0         |  | 0      | 0      | 0      | 0      | 0      |
| Vlag van Nederland  | Leroy George        | 30         | 0          | 2          | 0          | 0          |  | 1          | 0          | 0          | 0          | 0          |  | 2         | 1         | 0         | 0         | 0         |  | 33     | 1      | 2      | 0      | 0      |
| Vlag van Nederland  | Cedric van der Gun  | 21         | 10         | 3          | 0          | 0          |  | 0          | 0          | 0          | 0          | 0          |  | 2         | 0         | 1         | 0         | 0         |  | 23     | 10     | 4      | 0      | 0      |
| Vlag van Denemarken | Morten Skoubo       | 12         | 0          | 1          | 0          | 0          |  | 1          | 0          | 0          | 0          | 0          |  | 1         | 1         | 0         | 0         | 0         |  | 14     | 1      | 1      | 0      | 0      |
| Vlag van Frankrijk  | Loïc Loval          | 32         | 3          | 3          | 0          | 0          |  | 1          | 0          | 1          | 0          | 0          |  | 1         | 0         | 0         | 0         | 0         |  | 34     | 3      | 4      | 0      | 0      |
| Vlag van Nederland  | Ingmar Maayen       | 0          | 0          | 0          | 0          | 0          |  | 0          | 0          | 0          | 0          | 0          |  | 0         | 0         | 0         | 0         | 0         |  | 0      | 0      | 0      | 0      | 0      |
| Vlag van Marokko    | Ali Boussaboun      | 22         | 5          | 0          | 0          | 0          |  | 1          | 0          | 0          | 0          | 0          |  | 0         | 0         | 0         | 0         | 0         |  | 23     | 5      | 0      | 0      | 0      |
| Vlag van Nederland  | Randy Wolters       | 0          | 0          | 0          | 0          | 0          |  | 0          | 0          | 0          | 0          | 0          |  | 0         | 0         | 0         | 0         | 0         |  | 0      | 0      | 0      | 0      | 0      |
| Vlag van Nederland  | Rafael Uiterloo     | 9          | 1          | 0          | 0          | 0          |  | 0          | 0          | 0          | 0          | 0          |  | 0         | 0         | 0         | 0         | 0         |  | 9      | 1      | 0      | 0      | 0      |
| Vlag van Nederland  | Nick de Jong        | 3          | 1          | 0          | 0          | 0          |  | 0          | 0          | 0          | 0          | 0          |  | 0         | 0         | 0         | 0         | 0         |  | 3      | 1      | 0      | 0      | 0      |
| Vlag van Nederland  | Erixon Danso        | 3          | 0          | 0          | 0          | 0          |  | 0          | 0          | 0          | 0          | 0          |  | 2         | 0         | 0         | 0         | 0         |  | 5      | 0      | 0      | 0      | 0      |
|                     | Totaal              | 34         | 41         | 67         | 0          | 0          |  | 1          | 0          | 2          | 1          | 0          |  | 2         | 3         | 4         | 0         | 0         |  | 37     | 44     | 71     | 1      | 0      |
| Nat.                | Spelersnaam         | W          |            |            |            |            |  | W          |            |            |            |            |  | W         |           |           |           |           |  | W      |        |        |        |        |
| Nat.                | Spelersnaam         | Eredivisie | Eredivisie | Eredivisie | Eredivisie | Eredivisie |  | KNVB beker | KNVB beker | KNVB beker | KNVB beker | KNVB beker |  | Play-offs | Play-offs | Play-offs | Play-offs | Play-offs |  | Totaal | Totaal | Totaal | Totaal | Totaal |

## Technische staf

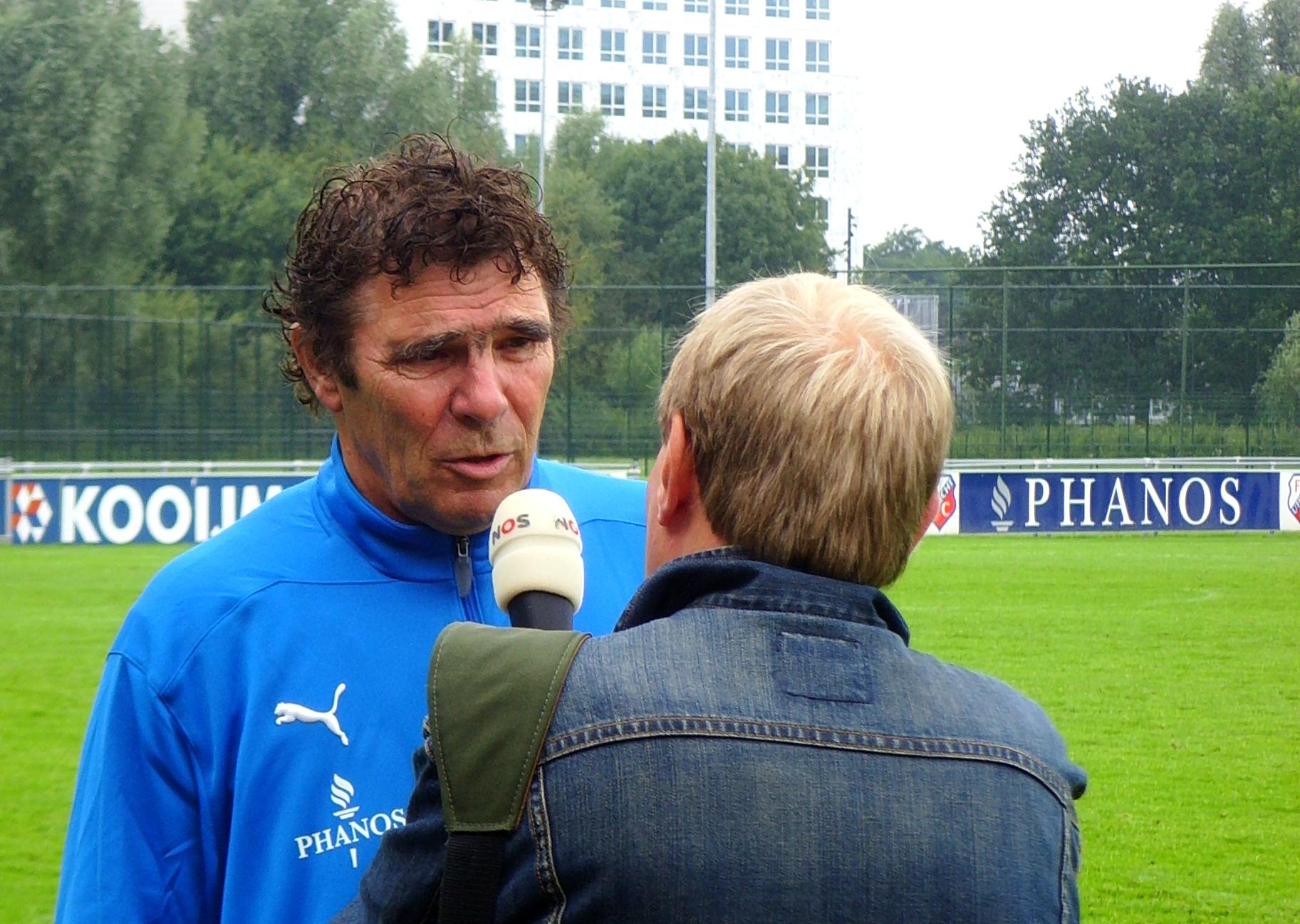
Hoofdtrainer Willem van Hanegem werd midden in het seizoen op non-actief gezet

- Ton du Chatinier (Hoofdtrainer)
- Robert Roest (Assistent-trainer)
- Maarten Arts (Keeperstrainer)
- Frank van Hellemondt (Clubarts)
- Niels Veldman (Fysiotherapeut)
- Ronald Vermeer (Fysiotherapeut)
- Dirk Heesen (Materiaalbeheerder)
- Michel Hordijk (Techniektrainer)
- Henk Vonk (Video-analist)
- Koos van Tamelen (Hoofd opleidingen)

## Mutaties

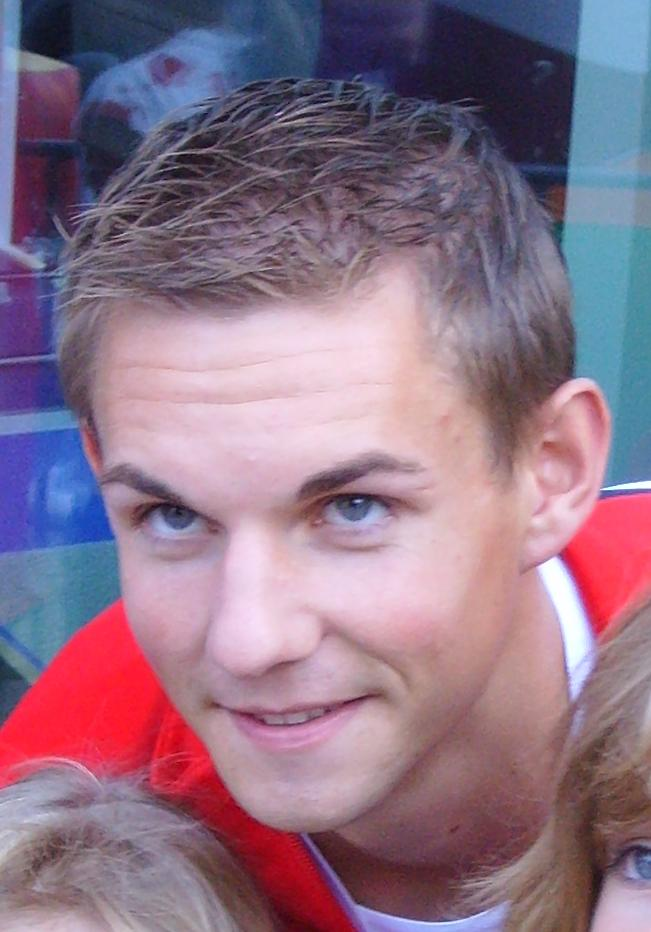
Kevin Vandenbergh kreeg niet genoeg speeltijd in Utrecht en werd verhuurd aan Germinal Beerschot

### Aangetrokken spelers
| Pos. | Speler              | Oude club        | Competitie         | Contract tot |
| ---- | ------------------- | ---------------- | ------------------ | ------------ |
| M    | Barry Maguire       | FC Den Bosch     | Eerste divisie     | 2011         |
| M    | Michael Silberbauer | FC Kopenhagen    | SAS Ligaen         | 2011         |
| A    | Morten Skoubo       | Real Sociedad    | Segunda División A | 2011         |
| V    | Mihai Neșu          | Steaua Boekarest | Liga 1             | 2012         |
| A    | Rafael Uiterloo     | AFC Ajax         | Eredivisie         | 20??         |
| M    | Ken van Mierlo      | Willem II        | Eredivisie         | 2009         |
| A    | Ali Boussaboun      | Al Wakrah        | Qatari League      | 2010         |
| M    | Simon Cziommer      | AZ               | Eredivisie         | 2009         |
| V    | Vito Wormgoor       | AFC Ajax         | Eredivisie         | 2010         |

### Vertrokken spelers
| Pos. | Speler              | Nieuwe club           | Competitie     | Aantekeningen                 |
| ---- | ------------------- | --------------------- | -------------- | ----------------------------- |
| A    | Giuseppe Rossini    | KV Mechelen           | Eerste klasse  | Transfervrij                  |
| A    | Robin Nelisse       | Red Bull Salzburg     | Bundesliga     | Transfervrij                  |
| A    | Frank van der Zwan  | HFC Haarlem           | Eerste divisie | Verhuurd                      |
| V    | Erik Pieters        | PSV                   | Eredivisie     |                               |
| V    | Jahrizino Valentijn | AGOVV Apeldoorn       | Eerste divisie | Verhuurd                      |
| M    | Rick Kruys          | Malmö FF              | Allsvenskan    |                               |
| K    | Franck Grandel      | Dijon FCO             | Ligue 2        | Contract niet verlengd        |
| M    | Lucian Sanmartean   | Gloria Bistriţa       | Liga 1         | Contract ingeleverd           |
| A    | Kevin Vandenbergh   | Germinal Beerschot    | Eerste klasse  | Verhuurd                      |
| A    | Peter Kopteff       | Aalesunds FK          | SAS Ligaen     | Contract beëindigd            |
| A    | Nassir Maachi       | SC Cambuur-Leeuwarden | Eerste divisie | Was verhuurd aan FC Dordrecht |

## Wedstrijden

### Oefenwedstrijden
| 23 juli 2008, 19:00 uur | Regioteam  | 1-3 (0-0) | FC Utrecht                                      | Opstelling Regioteam | Opstelling FC Utrecht |  |
| Stadion: Harmelen       | De Vos 59' |           | 50' (P) Van Dijk 59' Cornelisse 70' Vandenbergh | o.a Oostdam, Poorthuis, Debipersad, Hazelaar, Langerak (De Meern), Voorbij, Vernooij, Van der Horst, Bos, Ruiter (PVCV Vleuten), Van Geffen, Miltenburg (SCH '44) | De Ruiter (46' Krul), Cornelisse, Dickoh (46' Keller), Schut (46' Van der Kooy), Kuipers (46' Maguire), Silberbauer (46' Van Dijk), Somers (46' Loval), Schaken (46' Kali), Vandenbergh, Van der Gun (46' Wolters), George |  |
| Stadion: Harmelen       |            |           |                                                 | o.a Oostdam, Poorthuis, Debipersad, Hazelaar, Langerak (De Meern), Voorbij, Vernooij, Van der Horst, Bos, Ruiter (PVCV Vleuten), Van Geffen, Miltenburg (SCH '44) | De Ruiter (46' Krul), Cornelisse, Dickoh (46' Keller), Schut (46' Van der Kooy), Kuipers (46' Maguire), Silberbauer (46' Van Dijk), Somers (46' Loval), Schaken (46' Kali), Vandenbergh, Van der Gun (46' Wolters), George |  |
| Stadion: Harmelen       |            |           |                                                 | o.a Oostdam, Poorthuis, Debipersad, Hazelaar, Langerak (De Meern), Voorbij, Vernooij, Van der Horst, Bos, Ruiter (PVCV Vleuten), Van Geffen, Miltenburg (SCH '44) | De Ruiter (46' Krul), Cornelisse, Dickoh (46' Keller), Schut (46' Van der Kooy), Kuipers (46' Maguire), Silberbauer (46' Van Dijk), Somers (46' Loval), Schaken (46' Kali), Vandenbergh, Van der Gun (46' Wolters), George |  |
|                         |            |           |                                                 | | |  |

| 27 juli 2008, 16:00 uur                              | FC Utrecht                  | 2-3 (1-0) | Skoda Xanthi | Opstelling FC Utrecht | Opstelling Skoda Xanthi |  |
| Stadion: Sportcomplex Zoudenbalch Toeschouwers: 2000 | Van der Gun Vandenbergh 50' |           | 47' 74' 76'  | De Ruiter, Van Buuren (46' Cornelisse), Dickoh (46' Schut), Keller (62' Van der Kooy), Shew-Atjon (46' Kuipers), Schaken (46' Kali), Somers (46' Van Dijk), Silberbauer (46' Maguire), Van der Gun (46' Wolters), Loval, George (46' Vandenbergh) | Onbekend                |  |
| Stadion: Sportcomplex Zoudenbalch Toeschouwers: 2000 |                             |           |              | De Ruiter, Van Buuren (46' Cornelisse), Dickoh (46' Schut), Keller (62' Van der Kooy), Shew-Atjon (46' Kuipers), Schaken (46' Kali), Somers (46' Van Dijk), Silberbauer (46' Maguire), Van der Gun (46' Wolters), Loval, George (46' Vandenbergh) | Onbekend                |  |
| Stadion: Sportcomplex Zoudenbalch Toeschouwers: 2000 |                             |           |              | De Ruiter, Van Buuren (46' Cornelisse), Dickoh (46' Schut), Keller (62' Van der Kooy), Shew-Atjon (46' Kuipers), Schaken (46' Kali), Somers (46' Van Dijk), Silberbauer (46' Maguire), Van der Gun (46' Wolters), Loval, George (46' Vandenbergh) | Onbekend                |  |
|                                                      |                             |           |              | |                         |  |

| 30 juli 2008, 19:00 uur           | FC Utrecht                                                    | 6-2 (5-1) | TOP Oss                 | Opstelling FC Utrecht | Opstelling TOP Oss |  |
| Stadion: Sportcomplex Zoudenbalch | Loval 11' George 19' George 27' Loval 29' George 45' Kali 68' |           | 2' Zafarin 57' De Groot | De Ruiter (46' Krul), Van Buuren (46' Maguire), Dickoh (46' Keller), Schut (46' Van der Kooy), Shew-Atjon (46' Kuipers), Schaken, Somers (46' Kali), Silberbauer, Wolters (46' Van Dijk), Loval (46' Faouzi), George | De Vogt, Kazlauskas, Jacobs, Schoofs, Van Hintum, Galatà (39' Tony de Groot), Thijssen (46' Khandan), Van de Sande (46' Roy Landers), Zafarin, Fachtali, Moutawakil (57' Henskens (74' Van Elsäcker)) |  |
| Stadion: Sportcomplex Zoudenbalch |                                                               |           |                         | De Ruiter (46' Krul), Van Buuren (46' Maguire), Dickoh (46' Keller), Schut (46' Van der Kooy), Shew-Atjon (46' Kuipers), Schaken, Somers (46' Kali), Silberbauer, Wolters (46' Van Dijk), Loval (46' Faouzi), George | De Vogt, Kazlauskas, Jacobs, Schoofs, Van Hintum, Galatà (39' Tony de Groot), Thijssen (46' Khandan), Van de Sande (46' Roy Landers), Zafarin, Fachtali, Moutawakil (57' Henskens (74' Van Elsäcker)) |  |
| Stadion: Sportcomplex Zoudenbalch |                                                               |           |                         | De Ruiter (46' Krul), Van Buuren (46' Maguire), Dickoh (46' Keller), Schut (46' Van der Kooy), Shew-Atjon (46' Kuipers), Schaken, Somers (46' Kali), Silberbauer, Wolters (46' Van Dijk), Loval (46' Faouzi), George | De Vogt, Kazlauskas, Jacobs, Schoofs, Van Hintum, Galatà (39' Tony de Groot), Thijssen (46' Khandan), Van de Sande (46' Roy Landers), Zafarin, Fachtali, Moutawakil (57' Henskens (74' Van Elsäcker)) |  |
|                                   |                                                               |           |                         | | |  |

| 10 augustus 2008                                 | FC Utrecht | 0-2 (0-1) | Wigan Athletic            | Opstelling FC Utrecht | Opstelling Wigan Athletic |  |
| Stadion: Stadion Galgenwaard Reinold Wiedemeijer |            |           | 29' De Ridder 60' Kilbane | De Ruiter, Cornelisse (60' Van Buuren), Dickoh, Loval, Silberbauer (76' Maguire), Van der Gun (84' Schaken), George (67' Faouzi), Keller, Somers (63' Van Dijk), Shew-Atjon, Wolters (72' Van Mierlo) | Pollitt, Melchiot, Boyce, Bramble, Figueroa, De Ridder (Camara), Palacios (Brown), Cattermole, Kilbane, Kapo (72' Sibierski), Heskey (19' King) |  |
| Stadion: Stadion Galgenwaard Reinold Wiedemeijer |            |           |                           | De Ruiter, Cornelisse (60' Van Buuren), Dickoh, Loval, Silberbauer (76' Maguire), Van der Gun (84' Schaken), George (67' Faouzi), Keller, Somers (63' Van Dijk), Shew-Atjon, Wolters (72' Van Mierlo) | Pollitt, Melchiot, Boyce, Bramble, Figueroa, De Ridder (Camara), Palacios (Brown), Cattermole, Kilbane, Kapo (72' Sibierski), Heskey (19' King) |  |
| Stadion: Stadion Galgenwaard Reinold Wiedemeijer |            |           |                           | De Ruiter, Cornelisse (60' Van Buuren), Dickoh, Loval, Silberbauer (76' Maguire), Van der Gun (84' Schaken), George (67' Faouzi), Keller, Somers (63' Van Dijk), Shew-Atjon, Wolters (72' Van Mierlo) | Pollitt, Melchiot, Boyce, Bramble, Figueroa, De Ridder (Camara), Palacios (Brown), Cattermole, Kilbane, Kapo (72' Sibierski), Heskey (19' King) |  |
|                                                  |            |           |                           | | |  |

| 16 augustus 2008                                   | HSV Hoek | 0-2 (0-1) | FC Utrecht          | Opstelling HSV Hoek | Opstelling FC Utrecht |  |
| Stadion: Sportpark Denoek, Hoek Toeschouwers: 1500 |          |           | Skoubo Van der Kooy | Onbekend            | Onbekend              |  |
| Stadion: Sportpark Denoek, Hoek Toeschouwers: 1500 |          |           |                     | Onbekend            | Onbekend              |  |
| Stadion: Sportpark Denoek, Hoek Toeschouwers: 1500 |          |           |                     | Onbekend            | Onbekend              |  |
|                                                    |          |           |                     |                     |                       |  |

| 20 augustus 2008                     | Zeeuws elftal  | 1-1 (1-1) | FC Utrecht     | Opstelling Zeeuws elftal | Opstelling FC Utrecht |  |
| Stadion: Sportpark Het Schenge, Goes | De Nooijer 65' |           | 60' Van Mierlo | Onbekend                 | Vorm, Van Buuren, Keller, Schut (66' Vriends), Kuipers (46' Van der Kooy), Maguire, Schaken (24' Kali (76' Schaap), Somers (46' Van Dijk), George (33' Faouzi), Loval (46' Caluwé), Sânmartean (46' Ken van Mierlo) |  |
| Stadion: Sportpark Het Schenge, Goes |                |           |                | Onbekend                 | Vorm, Van Buuren, Keller, Schut (66' Vriends), Kuipers (46' Van der Kooy), Maguire, Schaken (24' Kali (76' Schaap), Somers (46' Van Dijk), George (33' Faouzi), Loval (46' Caluwé), Sânmartean (46' Ken van Mierlo) |  |
| Stadion: Sportpark Het Schenge, Goes |                |           |                | Onbekend                 | Vorm, Van Buuren, Keller, Schut (66' Vriends), Kuipers (46' Van der Kooy), Maguire, Schaken (24' Kali (76' Schaap), Somers (46' Van Dijk), George (33' Faouzi), Loval (46' Caluwé), Sânmartean (46' Ken van Mierlo) |  |
|                                      |                |           |                |                          | |  |

| 24 augustus 2008                          | USV Elinkwijk | 0-4 (0-2) | FC Utrecht                                       | Opstelling USV Elinkwijk | Opstelling FC Utrecht |  |
| Stadion: Sportpark USV Elinkwijk, Utrecht |               |           | 3' George 44' Van Dijk 51' Sânmartean 86' Caluwé | Onbekend                 | Vorm, Van Buuren (46' Markiet), Dickoh (46' Keller), Schut (59' Caluwé), Schaken (71' Kali), Somers, Van Dijk, Silberbauer (63' Maguire), Sânmartean, George, Loval |  |
| Stadion: Sportpark USV Elinkwijk, Utrecht |               |           |                                                  | Onbekend                 | Vorm, Van Buuren (46' Markiet), Dickoh (46' Keller), Schut (59' Caluwé), Schaken (71' Kali), Somers, Van Dijk, Silberbauer (63' Maguire), Sânmartean, George, Loval |  |
| Stadion: Sportpark USV Elinkwijk, Utrecht |               |           |                                                  | Onbekend                 | Vorm, Van Buuren (46' Markiet), Dickoh (46' Keller), Schut (59' Caluwé), Schaken (71' Kali), Somers, Van Dijk, Silberbauer (63' Maguire), Sânmartean, George, Loval |  |
|                                           |               |           |                                                  |                          | |  |

| 6 september 2008                                                            | G. Beerschot                       | 3-0 (1-0) | FC Utrecht | Opstelling G. Beerschot | Opstelling FC Utrecht |  |
| Stadion: Olympisch Stadion, Antwerpen Toeschouwers: 3000 Joeri Van de Velde | Wamfor 7' Cruz 55' Vandenbergh 56' |           |            | Proto, M. Monteyne, Svetlicic (68' De Wree), Van Dooren (78' Cleberson), P. Monteyne, Wamfor (78' Wanyama), Né (46' Fadiga), Faris Haroun, Cruz (68' Peeters), Dosunmu (46' Malki), Vandenbergh | Vorm, Etienne Shew-Atjon (75' Van der Kooy), Keller, Schut (43' Wormgoor), Markiet, Cziommer (62' Caluwé, Van Dijk, Somers (56' Schaken), Boussaboun (56' Loval), Skoubo (63' Maguire), George |  |
| Stadion: Olympisch Stadion, Antwerpen Toeschouwers: 3000 Joeri Van de Velde |                                    |           |            | Proto, M. Monteyne, Svetlicic (68' De Wree), Van Dooren (78' Cleberson), P. Monteyne, Wamfor (78' Wanyama), Né (46' Fadiga), Faris Haroun, Cruz (68' Peeters), Dosunmu (46' Malki), Vandenbergh | Vorm, Etienne Shew-Atjon (75' Van der Kooy), Keller, Schut (43' Wormgoor), Markiet, Cziommer (62' Caluwé, Van Dijk, Somers (56' Schaken), Boussaboun (56' Loval), Skoubo (63' Maguire), George |  |
| Stadion: Olympisch Stadion, Antwerpen Toeschouwers: 3000 Joeri Van de Velde |                                    |           |            | Proto, M. Monteyne, Svetlicic (68' De Wree), Van Dooren (78' Cleberson), P. Monteyne, Wamfor (78' Wanyama), Né (46' Fadiga), Faris Haroun, Cruz (68' Peeters), Dosunmu (46' Malki), Vandenbergh | Vorm, Etienne Shew-Atjon (75' Van der Kooy), Keller, Schut (43' Wormgoor), Markiet, Cziommer (62' Caluwé, Van Dijk, Somers (56' Schaken), Boussaboun (56' Loval), Skoubo (63' Maguire), George |  |
|                                                                             |                                    |           |            | | |  |

| 10 januari 2009                                              | FC Utrecht            | 2-1 (1-1) | KVC Westerlo | Opstelling FC Utrecht | Opstelling KVC Westerlo |  |
| Stadion: Sportcomplex Bonedijke Vlissingen Toeschouwers: 150 | Caluwé 20' George 75' |           | 30' Scheelen | Krul (45' De Ruiter), Van Buuren, Schut (45' Dickoh), Keller, Neșu (45' Shew-Atjon), Somers, Maguire, Caluwé, Cziommer, Loval, Van der Gun (opstelling is onvolledig) | Onbekend                |  |
| Stadion: Sportcomplex Bonedijke Vlissingen Toeschouwers: 150 |                       |           |              | Krul (45' De Ruiter), Van Buuren, Schut (45' Dickoh), Keller, Neșu (45' Shew-Atjon), Somers, Maguire, Caluwé, Cziommer, Loval, Van der Gun (opstelling is onvolledig) | Onbekend                |  |
| Stadion: Sportcomplex Bonedijke Vlissingen Toeschouwers: 150 |                       |           |              | Krul (45' De Ruiter), Van Buuren, Schut (45' Dickoh), Keller, Neșu (45' Shew-Atjon), Somers, Maguire, Caluwé, Cziommer, Loval, Van der Gun (opstelling is onvolledig) | Onbekend                |  |
|                                                              |                       |           |              | |                         |  |

### Eredivisie

#### Augustus
| 30 augustus 2008, 19u00                                          | FC Utrecht     | 1-5 (0-3) | PSV                                                                   | Opstelling FC Utrecht | Opstelling PSV |  |
| Stadion: Stadion Galgenwaard Toeschouwers: 20.200 Eric Braamhaar | Uiterloo 90+1' |           | 42' Afellay 45+1' Amrabat 45+2' Koevermans 49' Afellay 77' Koevermans | Vorm, Keller (69' Markiet), Dickoh , Schut, Van Buuren (58' Schaken), Silberbauer, Sânmartean (27' Caluwé), Loval, Somers, Uiterloo, George | Isaksson, Salcido, Marcellis, Bréchet, Pieters, Afellay, Simons, Wuytens (46' Culina), Méndez (73' Zonneveld), Koevermans, Amrabat (78' Dzsudzsák) |  |
| Stadion: Stadion Galgenwaard Toeschouwers: 20.200 Eric Braamhaar |                |           |                                                                       | Vorm, Keller (69' Markiet), Dickoh , Schut, Van Buuren (58' Schaken), Silberbauer, Sânmartean (27' Caluwé), Loval, Somers, Uiterloo, George | Isaksson, Salcido, Marcellis, Bréchet, Pieters, Afellay, Simons, Wuytens (46' Culina), Méndez (73' Zonneveld), Koevermans, Amrabat (78' Dzsudzsák) |  |
| Stadion: Stadion Galgenwaard Toeschouwers: 20.200 Eric Braamhaar |                |           |                                                                       | Vorm, Keller (69' Markiet), Dickoh , Schut, Van Buuren (58' Schaken), Silberbauer, Sânmartean (27' Caluwé), Loval, Somers, Uiterloo, George | Isaksson, Salcido, Marcellis, Bréchet, Pieters, Afellay, Simons, Wuytens (46' Culina), Méndez (73' Zonneveld), Koevermans, Amrabat (78' Dzsudzsák) |  |
|                                                                  |                |           |                                                                       | | |  |

#### September
| 14 september 2008, 14u30                             | FC Groningen           | 2-0 (1-0) | FC Utrecht | Opstelling FC Groningen | Opstelling FC Utrecht |  |
| Stadion: Euroborg Toeschouwers: 21.738 Björn Kuipers | Granqvist 35' Berg 61' |           |            | Luciano, De Roover, Sankoh, Granqvist, Stenman, Van de Laak (72' Matthijs ), Ajilore , Lovre (85' Berry Powel), Levchenko (72' Andersson), Berg , García | Vorm, Cornelisse, Keller, Dickoh, Neşu , Silberbauer (85' Schaken), Wormgoor (73' Maguire), Cziommer , George, Boussaboun (77' Uiterloo, Loval |  |
| Stadion: Euroborg Toeschouwers: 21.738 Björn Kuipers |                        |           |            | Luciano, De Roover, Sankoh, Granqvist, Stenman, Van de Laak (72' Matthijs ), Ajilore , Lovre (85' Berry Powel), Levchenko (72' Andersson), Berg , García | Vorm, Cornelisse, Keller, Dickoh, Neşu , Silberbauer (85' Schaken), Wormgoor (73' Maguire), Cziommer , George, Boussaboun (77' Uiterloo, Loval |  |
| Stadion: Euroborg Toeschouwers: 21.738 Björn Kuipers |                        |           |            | Luciano, De Roover, Sankoh, Granqvist, Stenman, Van de Laak (72' Matthijs ), Ajilore , Lovre (85' Berry Powel), Levchenko (72' Andersson), Berg , García | Vorm, Cornelisse, Keller, Dickoh, Neşu , Silberbauer (85' Schaken), Wormgoor (73' Maguire), Cziommer , George, Boussaboun (77' Uiterloo, Loval |  |
|                                                      |                        |           |            | | |  |

| 19 september 2008, 20u45                                         | FC Utrecht | 1-0 (1-0) | Willem II | Opstelling FC Utrecht | Opstelling Willem II |  |
| Stadion: Stadion Galgenwaard Toeschouwers: 18.300 Pol van Boekel | Keller 33' |           |           | Vorm, Cornelisse, Dickoh, Keller, Neşu, Silberbauer, Wormgoor (62' Maguire), Cziommer (67' Schaken), George, Skoubo, Loval (84' Boussaboun) | Aerts, Janse, Schenkel, Van Eijden (77' Messoudi), Veloso, Mathijssen (62' Deul), Kargbo , Boutahar, Akgün, Demouge , Muhamadu (88' Grégoire) |  |
| Stadion: Stadion Galgenwaard Toeschouwers: 18.300 Pol van Boekel |            |           |           | Vorm, Cornelisse, Dickoh, Keller, Neşu, Silberbauer, Wormgoor (62' Maguire), Cziommer (67' Schaken), George, Skoubo, Loval (84' Boussaboun) | Aerts, Janse, Schenkel, Van Eijden (77' Messoudi), Veloso, Mathijssen (62' Deul), Kargbo , Boutahar, Akgün, Demouge , Muhamadu (88' Grégoire) |  |
| Stadion: Stadion Galgenwaard Toeschouwers: 18.300 Pol van Boekel |            |           |           | Vorm, Cornelisse, Dickoh, Keller, Neşu, Silberbauer, Wormgoor (62' Maguire), Cziommer (67' Schaken), George, Skoubo, Loval (84' Boussaboun) | Aerts, Janse, Schenkel, Van Eijden (77' Messoudi), Veloso, Mathijssen (62' Deul), Kargbo , Boutahar, Akgün, Demouge , Muhamadu (88' Grégoire) |  |
|                                                                  |            |           |           | | |  |

| 28 september 2008, 12u30                                      | ADO Den Haag | 0-0 (0-0) | FC Utrecht | Opstelling ADO Den Haag | Opstelling FC Utrecht |  |
| Stadion: ADO Den Haag Stadion Toeschouwers: 8.300 Bas Nijhuis |              |           |            | Zwinkels, El Moussaoui, Horváth, Kum, Piqué, Knopper, Ranković (56' Schwiebbe), Immers, Resodihardjo (60' Meriç), Soltani (70' Verhoek), Caracciolo | Vorm, Cornelisse, Dickoh (76' Wormgoor), Van Dijk, Neşu, Silberbauer, Cziommer , Maguire, George (78' Schaken), Skoubo (58' Boussaboun, Loval |  |
| Stadion: ADO Den Haag Stadion Toeschouwers: 8.300 Bas Nijhuis |              |           |            | Zwinkels, El Moussaoui, Horváth, Kum, Piqué, Knopper, Ranković (56' Schwiebbe), Immers, Resodihardjo (60' Meriç), Soltani (70' Verhoek), Caracciolo | Vorm, Cornelisse, Dickoh (76' Wormgoor), Van Dijk, Neşu, Silberbauer, Cziommer , Maguire, George (78' Schaken), Skoubo (58' Boussaboun, Loval |  |
| Stadion: ADO Den Haag Stadion Toeschouwers: 8.300 Bas Nijhuis |              |           |            | Zwinkels, El Moussaoui, Horváth, Kum, Piqué, Knopper, Ranković (56' Schwiebbe), Immers, Resodihardjo (60' Meriç), Soltani (70' Verhoek), Caracciolo | Vorm, Cornelisse, Dickoh (76' Wormgoor), Van Dijk, Neşu, Silberbauer, Cziommer , Maguire, George (78' Schaken), Skoubo (58' Boussaboun, Loval |  |
|                                                               |              |           |            | | |  |

#### Oktober
| 5 oktober 2008, 14u30                                             | FC Utrecht                        | 3-0 (1-0) | FC Twente | Opstelling FC Utrecht | Opstelling FC Twente |  |
| Stadion: Stadion Galgenwaard Toeschouwers: 19.000 Jack van Hulten | Loval 9' Dickoh 51' De Jong 90+3' |           |           | Vorm, Cornelisse, Dickoh, Schut , Neşu , Silberbauer, Van Dijk, Cziommer (80' Maguire), George (52' De Jong), Boussaboun, Loval (63' Schaken) | Boschker, Stam , Wielaert, Douglas , Braafheid , Brama, Hersi (64' Pérez), Tioté (77' Arnautović), Huysegems (82' Denneboom), Nkufo, Elia |  |
| Stadion: Stadion Galgenwaard Toeschouwers: 19.000 Jack van Hulten |                                   |           |           | Vorm, Cornelisse, Dickoh, Schut , Neşu , Silberbauer, Van Dijk, Cziommer (80' Maguire), George (52' De Jong), Boussaboun, Loval (63' Schaken) | Boschker, Stam , Wielaert, Douglas , Braafheid , Brama, Hersi (64' Pérez), Tioté (77' Arnautović), Huysegems (82' Denneboom), Nkufo, Elia |  |
| Stadion: Stadion Galgenwaard Toeschouwers: 19.000 Jack van Hulten |                                   |           |           | Vorm, Cornelisse, Dickoh, Schut , Neşu , Silberbauer, Van Dijk, Cziommer (80' Maguire), George (52' De Jong), Boussaboun, Loval (63' Schaken) | Boschker, Stam , Wielaert, Douglas , Braafheid , Brama, Hersi (64' Pérez), Tioté (77' Arnautović), Huysegems (82' Denneboom), Nkufo, Elia |  |
|                                                                   |                                   |           |           | | |  |

| 19 oktober 2008, 20u00                                     | Sparta Rotterdam | 1-0 (1-0) | FC Utrecht | Opstelling Sparta Rotterdam                                                                                            | Opstelling FC Utrecht |  |
| Stadion: Het Kasteel Toeschouwers: 10.234 Richard Liesveld | Dissels 18'      |           |            | Wapenaar, Vermes, Adeleye, Knol, Slijngard, Van Gessel, Slot, Strootman, Dissels, Rose (77' Poepon), John (77' Duplan) | Vorm, Cornelisse, Dickoh, Schut , Neşu , Silberbauer (76' Maguire), Van Dijk , Cziommer (76' Schaken), George (66' De Jong), Boussaboun, Loval |  |
| Stadion: Het Kasteel Toeschouwers: 10.234 Richard Liesveld |                  |           |            | Wapenaar, Vermes, Adeleye, Knol, Slijngard, Van Gessel, Slot, Strootman, Dissels, Rose (77' Poepon), John (77' Duplan) | Vorm, Cornelisse, Dickoh, Schut , Neşu , Silberbauer (76' Maguire), Van Dijk , Cziommer (76' Schaken), George (66' De Jong), Boussaboun, Loval |  |
| Stadion: Het Kasteel Toeschouwers: 10.234 Richard Liesveld |                  |           |            | Wapenaar, Vermes, Adeleye, Knol, Slijngard, Van Gessel, Slot, Strootman, Dissels, Rose (77' Poepon), John (77' Duplan) | Vorm, Cornelisse, Dickoh, Schut , Neşu , Silberbauer (76' Maguire), Van Dijk , Cziommer (76' Schaken), George (66' De Jong), Boussaboun, Loval |  |
|                                                            |                  |           |            | | |  |

| 26 oktober 2008, 14u30                                        | FC Utrecht | 0-0 (0-0) | NAC Breda | Opstelling FC Utrecht | Opstelling NAC Breda |  |
| Stadion: Stadion Galgenwaard Toeschouwers: 19.600 Pieter Vink |            |           |           | Vorm, Cornelisse, Dickoh (35' Keller), Schut, Neşu, Silberbauer , Caluwé, Van Dijk, Cziommer (85' George), Boussaboun, Loval | Ten Rouwelaar, Fehér , Penders , Zwaanswijk, Mtiliga, Reuser (87' Elshot), Kwakman , Van der Leegte, Kolkka (74' Gorter), Amoah, Lurling (56' De Graaf) |  |
| Stadion: Stadion Galgenwaard Toeschouwers: 19.600 Pieter Vink |            |           |           | Vorm, Cornelisse, Dickoh (35' Keller), Schut, Neşu, Silberbauer , Caluwé, Van Dijk, Cziommer (85' George), Boussaboun, Loval | Ten Rouwelaar, Fehér , Penders , Zwaanswijk, Mtiliga, Reuser (87' Elshot), Kwakman , Van der Leegte, Kolkka (74' Gorter), Amoah, Lurling (56' De Graaf) |  |
| Stadion: Stadion Galgenwaard Toeschouwers: 19.600 Pieter Vink |            |           |           | Vorm, Cornelisse, Dickoh (35' Keller), Schut, Neşu, Silberbauer , Caluwé, Van Dijk, Cziommer (85' George), Boussaboun, Loval | Ten Rouwelaar, Fehér , Penders , Zwaanswijk, Mtiliga, Reuser (87' Elshot), Kwakman , Van der Leegte, Kolkka (74' Gorter), Amoah, Lurling (56' De Graaf) |  |
|                                                               |            |           |           | | |  |

| 30 oktober 2008, 20u00                                 | De Graafschap | 0-2 (0-1) | FC Utrecht                 | Opstelling De Graafschap | Opstelling FC Utrecht |  |
| Stadion: De Vijverberg Toeschouwers: 11.900 Kevin Blom |               |           | 45' Caluwé 84' Silberbauer | Heijblok, Schuurman, Hese, Volmer , Fung a Wing (49' Buijs), Van den Ouweland, Jungschläger, Meijer (49' De Ridder), Assaidi, Den Ouden , Oost (73' De Groot) | Vorm, Cornelisse, Keller, Schut, Neşu , Silberbauer, Van Dijk, Caluwé (90' Maguire), Cziommer (89' George), Loval, Boussaboun |  |
| Stadion: De Vijverberg Toeschouwers: 11.900 Kevin Blom |               |           |                            | Heijblok, Schuurman, Hese, Volmer , Fung a Wing (49' Buijs), Van den Ouweland, Jungschläger, Meijer (49' De Ridder), Assaidi, Den Ouden , Oost (73' De Groot) | Vorm, Cornelisse, Keller, Schut, Neşu , Silberbauer, Van Dijk, Caluwé (90' Maguire), Cziommer (89' George), Loval, Boussaboun |  |
| Stadion: De Vijverberg Toeschouwers: 11.900 Kevin Blom |               |           |                            | Heijblok, Schuurman, Hese, Volmer , Fung a Wing (49' Buijs), Van den Ouweland, Jungschläger, Meijer (49' De Ridder), Assaidi, Den Ouden , Oost (73' De Groot) | Vorm, Cornelisse, Keller, Schut, Neşu , Silberbauer, Van Dijk, Caluwé (90' Maguire), Cziommer (89' George), Loval, Boussaboun |  |
|                                                        |               |           |                            | | |  |

#### November
| 2 november 2008, 14u30                                           | FC Utrecht                     | 2-0 (0-0) | Heracles Almelo | Opstelling FC Utrecht | Opstelling Heracles Almelo |  |
| Stadion: Stadion Galgenwaard Toeschouwers: 19.300 Tom van Sichem | Boussaboun 62' Van der Gun 90' |           |                 | Vorm, Cornelisse , Keller, Schut, Neşu, Silberbauer, Van Dijk, Caluwé, Loval (74' George ), Boussaboun, Cziommer (46' Van der Gun | Pieckenhagen, Breukers, Maertens, Wuytens, Looms, De Vries, Bridji, Klavan, Douglas (73' Schulmeister), Everton (73' Dost), Overtoom (62' Bajer) |  |
| Stadion: Stadion Galgenwaard Toeschouwers: 19.300 Tom van Sichem |                                |           |                 | Vorm, Cornelisse , Keller, Schut, Neşu, Silberbauer, Van Dijk, Caluwé, Loval (74' George ), Boussaboun, Cziommer (46' Van der Gun | Pieckenhagen, Breukers, Maertens, Wuytens, Looms, De Vries, Bridji, Klavan, Douglas (73' Schulmeister), Everton (73' Dost), Overtoom (62' Bajer) |  |
| Stadion: Stadion Galgenwaard Toeschouwers: 19.300 Tom van Sichem |                                |           |                 | Vorm, Cornelisse , Keller, Schut, Neşu, Silberbauer, Van Dijk, Caluwé, Loval (74' George ), Boussaboun, Cziommer (46' Van der Gun | Pieckenhagen, Breukers, Maertens, Wuytens, Looms, De Vries, Bridji, Klavan, Douglas (73' Schulmeister), Everton (73' Dost), Overtoom (62' Bajer) |  |
|                                                                  |                                |           |                 | | |  |

| 9 november 2008, 14u30                                          | Feyenoord                                                               | 5-2 (3-1) | FC Utrecht         | Opstelling Feyenoord | Opstelling FC Utrecht |  |
| Stadion: Stadion Feijenoord Toeschouwers: 43.000 Eric Braamhaar | Van Bronckhorst 5' Biseswar 27' Biseswar 31' El Ahmadi 89' Makaay 90+1' |           | 33' Schut 57' Neşu | Timmer, Tiendalli, Bahia, Hofland , De Cler, Wijnaldum (80' Bruins), El Ahmadi , Fer (85' Lucius), Van Bronckhorst , Makaay, Biseswar | Vorm, Cornelisse , Keller, Schut, Neşu (86' Skoubo), Silberbauer, Van Dijk , Caluwé (81' Maguire), Loval, Boussaboun (71' George), Van der Gun |  |
| Stadion: Stadion Feijenoord Toeschouwers: 43.000 Eric Braamhaar |                                                                         |           |                    | Timmer, Tiendalli, Bahia, Hofland , De Cler, Wijnaldum (80' Bruins), El Ahmadi , Fer (85' Lucius), Van Bronckhorst , Makaay, Biseswar | Vorm, Cornelisse , Keller, Schut, Neşu (86' Skoubo), Silberbauer, Van Dijk , Caluwé (81' Maguire), Loval, Boussaboun (71' George), Van der Gun |  |
| Stadion: Stadion Feijenoord Toeschouwers: 43.000 Eric Braamhaar |                                                                         |           |                    | Timmer, Tiendalli, Bahia, Hofland , De Cler, Wijnaldum (80' Bruins), El Ahmadi , Fer (85' Lucius), Van Bronckhorst , Makaay, Biseswar | Vorm, Cornelisse , Keller, Schut, Neşu (86' Skoubo), Silberbauer, Van Dijk , Caluwé (81' Maguire), Loval, Boussaboun (71' George), Van der Gun |  |
|                                                                 |                                                                         |           |                    | | |  |

| 16 november 2008, 19u45                                       | sc Heerenveen                        | 3-2 (3-2) | FC Utrecht                   | Opstelling sc Heerenveen | Opstelling FC Utrecht |  |
| Stadion: Abe Lenstra Stadion Toeschouwers: 25.400 Bas Nijhuis | Pranjić 7' Beerens 41' Pranjić 45+2' |           | 6' Boussaboun 45' Cornelisse | Steppe, Janmaat, Breuer , Bak Nielsen, Popov , Grindheim, Švec , Väyrynen, Beerens (90+1' Paulo Henrique), Sibon, Pranjić (90+4' Calvin Jong-A-Pin) | Vorm, Cornelisse , Keller, Schut, Shew-Atjon , Silberbauer, Van der Gun (48' Cziommer), Caluwé (64' Maguire), Loval (83' De Jong), Skoubo, Boussaboun |  |
| Stadion: Abe Lenstra Stadion Toeschouwers: 25.400 Bas Nijhuis |                                      |           |                              | Steppe, Janmaat, Breuer , Bak Nielsen, Popov , Grindheim, Švec , Väyrynen, Beerens (90+1' Paulo Henrique), Sibon, Pranjić (90+4' Calvin Jong-A-Pin) | Vorm, Cornelisse , Keller, Schut, Shew-Atjon , Silberbauer, Van der Gun (48' Cziommer), Caluwé (64' Maguire), Loval (83' De Jong), Skoubo, Boussaboun |  |
| Stadion: Abe Lenstra Stadion Toeschouwers: 25.400 Bas Nijhuis |                                      |           |                              | Steppe, Janmaat, Breuer , Bak Nielsen, Popov , Grindheim, Švec , Väyrynen, Beerens (90+1' Paulo Henrique), Sibon, Pranjić (90+4' Calvin Jong-A-Pin) | Vorm, Cornelisse , Keller, Schut, Shew-Atjon , Silberbauer, Van der Gun (48' Cziommer), Caluwé (64' Maguire), Loval (83' De Jong), Skoubo, Boussaboun |  |
|                                                               |                                      |           |                              | | |  |

| 23 november 2008, 14u30                                               | FC Utrecht                                               | 4-0 (1-0) | SBV Vitesse | Opstelling FC Utrecht | Opstelling SBV Vitesse |  |
| Stadion: Stadion Galgenwaard Toeschouwers: 19.000 Reinold Wiedemeijer | Keller 30' Van der Gun 49' Boussaboun 66' Boussaboun 74' |           |             | Vorm, Cornelisse, Keller, Schut , Neşu, Maguire, Van der Gun, Silberbauer (62' Wormgoor), George (70' Cziommer), Skoubo (46' Caluwé), Boussaboun | Velthuizen, Van der Struijk, Sprockel, Sansoni , Drost, Claudemir, Hofs (67' Pryor), Molhoek , Kolk , Van Wolfswinkel, Büttner (46' Jenner) |  |
| Stadion: Stadion Galgenwaard Toeschouwers: 19.000 Reinold Wiedemeijer |                                                          |           |             | Vorm, Cornelisse, Keller, Schut , Neşu, Maguire, Van der Gun, Silberbauer (62' Wormgoor), George (70' Cziommer), Skoubo (46' Caluwé), Boussaboun | Velthuizen, Van der Struijk, Sprockel, Sansoni , Drost, Claudemir, Hofs (67' Pryor), Molhoek , Kolk , Van Wolfswinkel, Büttner (46' Jenner) |  |
| Stadion: Stadion Galgenwaard Toeschouwers: 19.000 Reinold Wiedemeijer |                                                          |           |             | Vorm, Cornelisse, Keller, Schut , Neşu, Maguire, Van der Gun, Silberbauer (62' Wormgoor), George (70' Cziommer), Skoubo (46' Caluwé), Boussaboun | Velthuizen, Van der Struijk, Sprockel, Sansoni , Drost, Claudemir, Hofs (67' Pryor), Molhoek , Kolk , Van Wolfswinkel, Büttner (46' Jenner) |  |
|                                                                       |                                                          |           |             | | |  |

| 30 november 2008, 12u30                                      | AFC Ajax      | 1-1 (0-1) | FC Utrecht | Opstelling AFC Ajax | Opstelling FC Utrecht |  |
| Stadion: Amsterdam ArenA Toeschouwers: 45.929 Tom van Sichem | Sulejmani 61' |           | 35' Keller | Vermeer, Van der Wiel, Oleguer, Vertonghen, Vermaelen , Enoh, Sulejmani (70' Sno), Lindgren (70' Gabri), Bakırcıoğlu (35' Leonardo ), Suárez, Emanuelson | Vorm , Cornelisse, Keller , Schut , Neşu (40' Shew-Atjon), Silberbauer, Maguire , Caluwé (81' Wormgoor), George (57' Loval), Van der Gun , Boussaboun |  |
| Stadion: Amsterdam ArenA Toeschouwers: 45.929 Tom van Sichem |               |           |            | Vermeer, Van der Wiel, Oleguer, Vertonghen, Vermaelen , Enoh, Sulejmani (70' Sno), Lindgren (70' Gabri), Bakırcıoğlu (35' Leonardo ), Suárez, Emanuelson | Vorm , Cornelisse, Keller , Schut , Neşu (40' Shew-Atjon), Silberbauer, Maguire , Caluwé (81' Wormgoor), George (57' Loval), Van der Gun , Boussaboun |  |
| Stadion: Amsterdam ArenA Toeschouwers: 45.929 Tom van Sichem |               |           |            | Vermeer, Van der Wiel, Oleguer, Vertonghen, Vermaelen , Enoh, Sulejmani (70' Sno), Lindgren (70' Gabri), Bakırcıoğlu (35' Leonardo ), Suárez, Emanuelson | Vorm , Cornelisse, Keller , Schut , Neşu (40' Shew-Atjon), Silberbauer, Maguire , Caluwé (81' Wormgoor), George (57' Loval), Van der Gun , Boussaboun |  |
|                                                              |               |           |            | | |  |

#### December
| 7 december 2008, 14u30                                           | N.E.C.           | 1-2 (1-0) | FC Utrecht                   | Opstelling N.E.C. | Opstelling FC Utrecht |  |
| Stadion: McDOS Goffertstadion Toeschouwers: 12.250 Björn Kuipers | Ntibazonkiza 33' |           | 78' Cziommer 89' Van der Gun | Babos, Zomer, El-Akchaoui , Fernández, Davids, Schöne, Sibum, Bouaouzan, Janssen (60' John), Ntibazonkiza (64' Worm (84' Kivuvu)), Wisgerhof | Vorm, Cornelisse, Schut, Keller, Shew-Atjon, Silberbauer, Caluwé, Maguire, Van der Gun , Boussaboun (25' Loval), George (66' Cziommer) |  |
| Stadion: McDOS Goffertstadion Toeschouwers: 12.250 Björn Kuipers |                  |           |                              | Babos, Zomer, El-Akchaoui , Fernández, Davids, Schöne, Sibum, Bouaouzan, Janssen (60' John), Ntibazonkiza (64' Worm (84' Kivuvu)), Wisgerhof | Vorm, Cornelisse, Schut, Keller, Shew-Atjon, Silberbauer, Caluwé, Maguire, Van der Gun , Boussaboun (25' Loval), George (66' Cziommer) |  |
| Stadion: McDOS Goffertstadion Toeschouwers: 12.250 Björn Kuipers |                  |           |                              | Babos, Zomer, El-Akchaoui , Fernández, Davids, Schöne, Sibum, Bouaouzan, Janssen (60' John), Ntibazonkiza (64' Worm (84' Kivuvu)), Wisgerhof | Vorm, Cornelisse, Schut, Keller, Shew-Atjon, Silberbauer, Caluwé, Maguire, Van der Gun , Boussaboun (25' Loval), George (66' Cziommer) |  |
|                                                                  |                  |           |                              | | |  |

| 14 december 2008, 14u30                                            | FC Utrecht | 0-0 (0-0) | FC Volendam | Opstelling FC Utrecht | Opstelling FC Volendam |  |
| Stadion: Stadion Galgenwaard Toeschouwers: 20.500 Richard Liesveld |            |           |             | Vorm, Cornelisse, Keller, Schut, Neşu, Silberbauer, Van Dijk, Caluwé (82' Maguire), Loval (75' George ), Van der Gun, Cziommer (61' Skoubo) | Verhoeven, Maynard , Bakens , Schilder, Koning, Boots, De Lange , Meijers, Van Dijk (90' Yildiz), Platje (78' Smit), Hofstede (46' Sheotahul) |  |
| Stadion: Stadion Galgenwaard Toeschouwers: 20.500 Richard Liesveld |            |           |             | Vorm, Cornelisse, Keller, Schut, Neşu, Silberbauer, Van Dijk, Caluwé (82' Maguire), Loval (75' George ), Van der Gun, Cziommer (61' Skoubo) | Verhoeven, Maynard , Bakens , Schilder, Koning, Boots, De Lange , Meijers, Van Dijk (90' Yildiz), Platje (78' Smit), Hofstede (46' Sheotahul) |  |
| Stadion: Stadion Galgenwaard Toeschouwers: 20.500 Richard Liesveld |            |           |             | Vorm, Cornelisse, Keller, Schut, Neşu, Silberbauer, Van Dijk, Caluwé (82' Maguire), Loval (75' George ), Van der Gun, Cziommer (61' Skoubo) | Verhoeven, Maynard , Bakens , Schilder, Koning, Boots, De Lange , Meijers, Van Dijk (90' Yildiz), Platje (78' Smit), Hofstede (46' Sheotahul) |  |
|                                                                    |            |           |             | | |  |

| 19 december 2008, 20u45                                      | AZ Alkmaar                   | 2-0 (1-0) | FC Utrecht | Opstelling AZ Alkmaar | Opstelling FC Utrecht |  |
| Stadion: DSB Stadion Toeschouwers: 16.344 Raymond van Meenen | El Hamdaoui 33' de Zeeuw 90' |           |            | Romero, Swerts (61' Koenders), Luijckx, Moisander, Pocognoli, de Zeeuw, Schaars, Holman (80' van der Velden), Martens, El Hamdaoui, Ari (81' Pelle) | Vorm, Cornelisse, Keller, Schut, Neşu , Silberbauer, Caluwé (46' Uiterloo), Maguire, Loval, van der Gun (19' George), Cziommer |  |
| Stadion: DSB Stadion Toeschouwers: 16.344 Raymond van Meenen |                              |           |            | Romero, Swerts (61' Koenders), Luijckx, Moisander, Pocognoli, de Zeeuw, Schaars, Holman (80' van der Velden), Martens, El Hamdaoui, Ari (81' Pelle) | Vorm, Cornelisse, Keller, Schut, Neşu , Silberbauer, Caluwé (46' Uiterloo), Maguire, Loval, van der Gun (19' George), Cziommer |  |
| Stadion: DSB Stadion Toeschouwers: 16.344 Raymond van Meenen |                              |           |            | Romero, Swerts (61' Koenders), Luijckx, Moisander, Pocognoli, de Zeeuw, Schaars, Holman (80' van der Velden), Martens, El Hamdaoui, Ari (81' Pelle) | Vorm, Cornelisse, Keller, Schut, Neşu , Silberbauer, Caluwé (46' Uiterloo), Maguire, Loval, van der Gun (19' George), Cziommer |  |
|                                                              |                              |           |            | | |  |

| 28 december 2008, 14u30                                       | FC Utrecht                               | 3-1 (3-0) | Roda JC     | Opstelling FC Utrecht | Opstelling Roda JC |  |
| Stadion: Stadion Galgenwaard Toeschouwers: 19.500 Ruud Bossen | Van der Gun 22' Cziommer 39' Loval 45+1' |           | 58' Meeuwis | Vorm, Cornelisse, Keller (77' Dickoh), Schut , Neşu, Silberbauer , Caluwé, Maguire, Loval (84' George), Van der Gun, Cziommer (90' Uiterloo) | Castro, Linssen, De Fauw, Saeijs, De Jong , Vormer , Meeuwis, Janssen, De Man (46' Oper), Hadouir, Yulu-Matondo (72' Cissé) |  |
| Stadion: Stadion Galgenwaard Toeschouwers: 19.500 Ruud Bossen |                                          |           |             | Vorm, Cornelisse, Keller (77' Dickoh), Schut , Neşu, Silberbauer , Caluwé, Maguire, Loval (84' George), Van der Gun, Cziommer (90' Uiterloo) | Castro, Linssen, De Fauw, Saeijs, De Jong , Vormer , Meeuwis, Janssen, De Man (46' Oper), Hadouir, Yulu-Matondo (72' Cissé) |  |
| Stadion: Stadion Galgenwaard Toeschouwers: 19.500 Ruud Bossen |                                          |           |             | Vorm, Cornelisse, Keller (77' Dickoh), Schut , Neşu, Silberbauer , Caluwé, Maguire, Loval (84' George), Van der Gun, Cziommer (90' Uiterloo) | Castro, Linssen, De Fauw, Saeijs, De Jong , Vormer , Meeuwis, Janssen, De Man (46' Oper), Hadouir, Yulu-Matondo (72' Cissé) |  |
|                                                               |                                          |           |             | | |  |

#### Januari
| 17 januari 2009, 20u45                                           | NAC Breda      | 1-1 (1-0) | FC Utrecht   | Opstelling NAC Breda | Opstelling FC Utrecht |  |
| Stadion: Rat Verlegh Stadion Toeschouwers: 16.809 Pol van Boekel | Zwaanswijk 32' |           | 90+2' Caluwé | Ten Rouwelaar, Fehér, Penders, Zwaanswijk , Mtiliga, De Graaf, Van der Leegte (20' Gilissen), Reuser (63' Kwakman), Kolkka, Amoah, Boukhari (77' Cairo) | Vorm, Van Buuren (85' Somers, Keller, Dickoh, Neşu , Silberbauer, Maguire, Caluwé, Cziommer (72' Uiterloo), Loval (66' George), Van der Gun |  |
| Stadion: Rat Verlegh Stadion Toeschouwers: 16.809 Pol van Boekel |                |           |              | Ten Rouwelaar, Fehér, Penders, Zwaanswijk , Mtiliga, De Graaf, Van der Leegte (20' Gilissen), Reuser (63' Kwakman), Kolkka, Amoah, Boukhari (77' Cairo) | Vorm, Van Buuren (85' Somers, Keller, Dickoh, Neşu , Silberbauer, Maguire, Caluwé, Cziommer (72' Uiterloo), Loval (66' George), Van der Gun |  |
| Stadion: Rat Verlegh Stadion Toeschouwers: 16.809 Pol van Boekel |                |           |              | Ten Rouwelaar, Fehér, Penders, Zwaanswijk , Mtiliga, De Graaf, Van der Leegte (20' Gilissen), Reuser (63' Kwakman), Kolkka, Amoah, Boukhari (77' Cairo) | Vorm, Van Buuren (85' Somers, Keller, Dickoh, Neşu , Silberbauer, Maguire, Caluwé, Cziommer (72' Uiterloo), Loval (66' George), Van der Gun |  |
|                                                                  |                |           |              | | |  |

| 25 januari 2009, 14u30                                       | FC Utrecht                                | 3-3 (3-2) | Sparta Rotterdam                  | Opstelling FC Utrecht | Opstelling Sparta Rotterdam |  |
| Stadion: Stadion Galgenwaard Toeschouwers: 20.000 Ed Janssen | Silberbauer 12' Van der Gun 20' Loval 39' |           | 6' Strootman 37' Godee 68' Poepon | Vorm, Cornelisse , Dickoh, Schut, Etienne Shew-Atjon , Silberbauer, Caluwé (23' Uiterloo), Van Dijk (63' Maguire), George (78' Somers), Van der Gun, Loval | Varkevisser, Vermes (44' Promes ), Knol , Van Gessel, Slijngard, Falkenburg, Slot (85' Rose), Strootman , Duplan (55' John), Poepon, Godee |  |
| Stadion: Stadion Galgenwaard Toeschouwers: 20.000 Ed Janssen |                                           |           |                                   | Vorm, Cornelisse , Dickoh, Schut, Etienne Shew-Atjon , Silberbauer, Caluwé (23' Uiterloo), Van Dijk (63' Maguire), George (78' Somers), Van der Gun, Loval | Varkevisser, Vermes (44' Promes ), Knol , Van Gessel, Slijngard, Falkenburg, Slot (85' Rose), Strootman , Duplan (55' John), Poepon, Godee |  |
| Stadion: Stadion Galgenwaard Toeschouwers: 20.000 Ed Janssen |                                           |           |                                   | Vorm, Cornelisse , Dickoh, Schut, Etienne Shew-Atjon , Silberbauer, Caluwé (23' Uiterloo), Van Dijk (63' Maguire), George (78' Somers), Van der Gun, Loval | Varkevisser, Vermes (44' Promes ), Knol , Van Gessel, Slijngard, Falkenburg, Slot (85' Rose), Strootman , Duplan (55' John), Poepon, Godee |  |
|                                                              |                                           |           |                                   | | |  |

#### Februari
| 1 februari 2009, 12u30                                        | FC Twente | 0-0 (0-0) | FC Utrecht | Opstelling FC Twente | Opstelling FC Utrecht |  |
| Stadion: De Grolsch Veste Toeschouwers: 23.250 Tom van Sichem |           |           |            | Boschker, Stam, Wisgerhof, Rajković, Braafheid, Brama, Pérez, Tioté (60' Janssen), Arnautović, Nkufo, Elia (89' Denneboom) | Vorm, Cornelisse, Keller, Schut, Neşu , Silberbauer , Van Dijk (90'+1 Maguire), Caluwé, Van der Gun, Loval (90'+3 Uiterloo), Cziommer |  |
| Stadion: De Grolsch Veste Toeschouwers: 23.250 Tom van Sichem |           |           |            | Boschker, Stam, Wisgerhof, Rajković, Braafheid, Brama, Pérez, Tioté (60' Janssen), Arnautović, Nkufo, Elia (89' Denneboom) | Vorm, Cornelisse, Keller, Schut, Neşu , Silberbauer , Van Dijk (90'+1 Maguire), Caluwé, Van der Gun, Loval (90'+3 Uiterloo), Cziommer |  |
| Stadion: De Grolsch Veste Toeschouwers: 23.250 Tom van Sichem |           |           |            | Boschker, Stam, Wisgerhof, Rajković, Braafheid, Brama, Pérez, Tioté (60' Janssen), Arnautović, Nkufo, Elia (89' Denneboom) | Vorm, Cornelisse, Keller, Schut, Neşu , Silberbauer , Van Dijk (90'+1 Maguire), Caluwé, Van der Gun, Loval (90'+3 Uiterloo), Cziommer |  |
|                                                               |           |           |            | | |  |

| 4 februari 2009, 20u00                                          | FC Utrecht                                      | 3-0 (2-0) | BV De Graafschap | Opstelling FC Utrecht | Opstelling BV De Graafschap |  |
| Stadion: Stadion Galgenwaard Toeschouwers: 19.500 Ben Haverkort | Van der Gun 30' Van der Gun 45' Van der Gun 83' |           |                  | Vorm, Cornelisse, Keller, Schut, Neşu, Silberbauer, Caluwé (78' Maguire), Van Dijk, Cziommer, Loval (60' Boussaboun), Van der Gun (86' George) | Heijblok, Schuurman , Keller (36' Buijs), Volmer, Fränkel, Van den Ouweland (46' Den Ouden), Hese, Meijer, Oost, Sahar, Wuytens (70' De Ridder) |  |
| Stadion: Stadion Galgenwaard Toeschouwers: 19.500 Ben Haverkort |                                                 |           |                  | Vorm, Cornelisse, Keller, Schut, Neşu, Silberbauer, Caluwé (78' Maguire), Van Dijk, Cziommer, Loval (60' Boussaboun), Van der Gun (86' George) | Heijblok, Schuurman , Keller (36' Buijs), Volmer, Fränkel, Van den Ouweland (46' Den Ouden), Hese, Meijer, Oost, Sahar, Wuytens (70' De Ridder) |  |
| Stadion: Stadion Galgenwaard Toeschouwers: 19.500 Ben Haverkort |                                                 |           |                  | Vorm, Cornelisse, Keller, Schut, Neşu, Silberbauer, Caluwé (78' Maguire), Van Dijk, Cziommer, Loval (60' Boussaboun), Van der Gun (86' George) | Heijblok, Schuurman , Keller (36' Buijs), Volmer, Fränkel, Van den Ouweland (46' Den Ouden), Hese, Meijer, Oost, Sahar, Wuytens (70' De Ridder) |  |
|                                                                 |                                                 |           |                  | | |  |

| 8 februari 2009, 12u30                                            | FC Utrecht                             | 3-1 (1-1) | ADO Den Haag | Opstelling FC Utrecht | Opstelling ADO Den Haag |  |
| Stadion: Stadion Galgenwaard Toeschouwers: 19.000 Christof Virant | Van Dijk 45' Boussaboun 75' Keller 81' |           | 14' Horváth  | Vorm, Cornelisse, Keller , Schut, Neşu, Silberbauer, Caluwé (85' Maguire), Van Dijk , Cziommer (74' George), Loval (56' Boussaboun), Van der Gun | Zwinkels , Tillema, Derijck, Horváth, Van Hese , Buijs (86' De Geer), Ranković, Cornelisse, Knopper (45' Waterman), Immers, Powel (72' Hoogendorp) |  |
| Stadion: Stadion Galgenwaard Toeschouwers: 19.000 Christof Virant |                                        |           |              | Vorm, Cornelisse, Keller , Schut, Neşu, Silberbauer, Caluwé (85' Maguire), Van Dijk , Cziommer (74' George), Loval (56' Boussaboun), Van der Gun | Zwinkels , Tillema, Derijck, Horváth, Van Hese , Buijs (86' De Geer), Ranković, Cornelisse, Knopper (45' Waterman), Immers, Powel (72' Hoogendorp) |  |
| Stadion: Stadion Galgenwaard Toeschouwers: 19.000 Christof Virant |                                        |           |              | Vorm, Cornelisse, Keller , Schut, Neşu, Silberbauer, Caluwé (85' Maguire), Van Dijk , Cziommer (74' George), Loval (56' Boussaboun), Van der Gun | Zwinkels , Tillema, Derijck, Horváth, Van Hese , Buijs (86' De Geer), Ranković, Cornelisse, Knopper (45' Waterman), Immers, Powel (72' Hoogendorp) |  |
|                                                                   |                                        |           |              | | |  |

| 13 februari 2009, 20u45                                          | Willem II | 0-2 (0-0) | FC Utrecht                   | Opstelling Willem II | Opstelling FC Utrecht |  |
| Stadion: Willem II Stadion Toeschouwers: 13.000 Richard Liesveld |           |           | 47' Van Dijk 76' Van der Gun | Aerts, Janse, Biemans , Swinkels, Veloso (79' Mourad), Kargbo, Akgün, Mathijssen (68' Messoudi ), Boutahar , Demouge, Manco (61' Zijler) | Vorm, Cornelisse, Keller, Schut , Neşu, Silberbauer, Van Dijk, Caluwé (63' Maguire), Van der Gun, Loval (46' Boussaboun), Cziommer (88' George) |  |
| Stadion: Willem II Stadion Toeschouwers: 13.000 Richard Liesveld |           |           |                              | Aerts, Janse, Biemans , Swinkels, Veloso (79' Mourad), Kargbo, Akgün, Mathijssen (68' Messoudi ), Boutahar , Demouge, Manco (61' Zijler) | Vorm, Cornelisse, Keller, Schut , Neşu, Silberbauer, Van Dijk, Caluwé (63' Maguire), Van der Gun, Loval (46' Boussaboun), Cziommer (88' George) |  |
| Stadion: Willem II Stadion Toeschouwers: 13.000 Richard Liesveld |           |           |                              | Aerts, Janse, Biemans , Swinkels, Veloso (79' Mourad), Kargbo, Akgün, Mathijssen (68' Messoudi ), Boutahar , Demouge, Manco (61' Zijler) | Vorm, Cornelisse, Keller, Schut , Neşu, Silberbauer, Van Dijk, Caluwé (63' Maguire), Van der Gun, Loval (46' Boussaboun), Cziommer (88' George) |  |
|                                                                  |           |           |                              | | |  |

| 22 februari 2009, 14u30                                          | FC Utrecht | 0-2 (0-0) | NEC                           | Opstelling FC Utrecht | Opstelling NEC |  |
| Stadion: Stadion Galgenwaard Toeschouwers: 20.300 Pol van Boekel |            |           | 78' El-Akchaoui 80' Tshibamba | Vorm, Cornelisse, Keller , Schut, Neşu, Silberbauer, Caluwé (64' Maguire), Van Dijk, Loval (73' George), Boussaboun, Van der Gun | Babos, Koenders , Pothuizen, Zomer, El-Akchaoui, Sibum (62' Worm), Kivuvu, Schöne, Davids, Ntibazonkiza (68' Tshibamba), van Beukering (84' El Kabir) |  |
| Stadion: Stadion Galgenwaard Toeschouwers: 20.300 Pol van Boekel |            |           |                               | Vorm, Cornelisse, Keller , Schut, Neşu, Silberbauer, Caluwé (64' Maguire), Van Dijk, Loval (73' George), Boussaboun, Van der Gun | Babos, Koenders , Pothuizen, Zomer, El-Akchaoui, Sibum (62' Worm), Kivuvu, Schöne, Davids, Ntibazonkiza (68' Tshibamba), van Beukering (84' El Kabir) |  |
| Stadion: Stadion Galgenwaard Toeschouwers: 20.300 Pol van Boekel |            |           |                               | Vorm, Cornelisse, Keller , Schut, Neşu, Silberbauer, Caluwé (64' Maguire), Van Dijk, Loval (73' George), Boussaboun, Van der Gun | Babos, Koenders , Pothuizen, Zomer, El-Akchaoui, Sibum (62' Worm), Kivuvu, Schöne, Davids, Ntibazonkiza (68' Tshibamba), van Beukering (84' El Kabir) |  |
|                                                                  |            |           |                               | | |  |

#### Maart
| 1 maart 2009, 12u30                                             | FC Utrecht | 0-2 (0-1) | AFC Ajax                       | Opstelling FC Utrecht | Opstelling AFC Ajax |  |
| Stadion: Stadion Galgenwaard Toeschouwers: 23.000 Roelof Luinge |            |           | 9' Van der Wiel 63' Vertonghen | Vorm, Cornelisse, Keller , Schut , Neşu, Silberbauer, Caluwé (67' George), Van Dijk, Cziommer, Loval (46' Boussaboun), Van der Gun | Vermeer, Van der Wiel, Oleguer, Wielaert, Vermaelen, Enoh (57' Anita), Lindgren , Vertonghen, Sulejmani (67' Bakırcıoğlu), Suárez , Emanuelson (46' Leonardo) |  |
| Stadion: Stadion Galgenwaard Toeschouwers: 23.000 Roelof Luinge |            |           |                                | Vorm, Cornelisse, Keller , Schut , Neşu, Silberbauer, Caluwé (67' George), Van Dijk, Cziommer, Loval (46' Boussaboun), Van der Gun | Vermeer, Van der Wiel, Oleguer, Wielaert, Vermaelen, Enoh (57' Anita), Lindgren , Vertonghen, Sulejmani (67' Bakırcıoğlu), Suárez , Emanuelson (46' Leonardo) |  |
| Stadion: Stadion Galgenwaard Toeschouwers: 23.000 Roelof Luinge |            |           |                                | Vorm, Cornelisse, Keller , Schut , Neşu, Silberbauer, Caluwé (67' George), Van Dijk, Cziommer, Loval (46' Boussaboun), Van der Gun | Vermeer, Van der Wiel, Oleguer, Wielaert, Vermaelen, Enoh (57' Anita), Lindgren , Vertonghen, Sulejmani (67' Bakırcıoğlu), Suárez , Emanuelson (46' Leonardo) |  |
|                                                                 |            |           |                                | | |  |

| 8 maart 2009, 14u30                                                | Roda JC | 0-0 (0-0) | FC Utrecht | Opstelling Roda JC | Opstelling FC Utrecht |  |
| Stadion: Parkstad Limburg Stadion Toeschouwers: 13.200 Bas Nijhuis |         |           |            | Castro, De Wree (83' Vandamme), De Fauw, Kah, De Jong, Meeuwis, Hadouir, Vormer, Janssen (60' Bodor), Jeanvion Yulu-Matondo (60' Delorge), Cissé | De Ruiter, Cornelisse , Dickoh, Keller, Neşu, Silberbauer , Van Dijk , Caluwé, Cziommer (62' Somers ), Boussaboun (83' Loval), Van der Gun (80' George) |  |
| Stadion: Parkstad Limburg Stadion Toeschouwers: 13.200 Bas Nijhuis |         |           |            | Castro, De Wree (83' Vandamme), De Fauw, Kah, De Jong, Meeuwis, Hadouir, Vormer, Janssen (60' Bodor), Jeanvion Yulu-Matondo (60' Delorge), Cissé | De Ruiter, Cornelisse , Dickoh, Keller, Neşu, Silberbauer , Van Dijk , Caluwé, Cziommer (62' Somers ), Boussaboun (83' Loval), Van der Gun (80' George) |  |
| Stadion: Parkstad Limburg Stadion Toeschouwers: 13.200 Bas Nijhuis |         |           |            | Castro, De Wree (83' Vandamme), De Fauw, Kah, De Jong, Meeuwis, Hadouir, Vormer, Janssen (60' Bodor), Jeanvion Yulu-Matondo (60' Delorge), Cissé | De Ruiter, Cornelisse , Dickoh, Keller, Neşu, Silberbauer , Van Dijk , Caluwé, Cziommer (62' Somers ), Boussaboun (83' Loval), Van der Gun (80' George) |  |
|                                                                    |         |           |            | | |  |

| 15 maart 2009, 14u30                                              | FC Utrecht | 0-1 (0-1) | AZ          | Opstelling FC Utrecht | Opstelling AZ |  |
| Stadion: Stadion Galgenwaard Toeschouwers: 23.200 Jack van Hulten |            |           | 12' Martens | De Ruiter, Wormgoor, Keller, Schut (17' Dickoh), Neşu , Silberbauer, Maguire, Caluwé (80' Uiterloo), Loval, Boussaboun, George (64' Cziommer) | Didulica, Jaliens, Klavan , Moisander, Poulsen (81' Pocognoli), Dembélé, De Zeeuw (90' Luijckx), Schaars , Martens, Ari (70' Lens), El Hamdaoui |  |
| Stadion: Stadion Galgenwaard Toeschouwers: 23.200 Jack van Hulten |            |           |             | De Ruiter, Wormgoor, Keller, Schut (17' Dickoh), Neşu , Silberbauer, Maguire, Caluwé (80' Uiterloo), Loval, Boussaboun, George (64' Cziommer) | Didulica, Jaliens, Klavan , Moisander, Poulsen (81' Pocognoli), Dembélé, De Zeeuw (90' Luijckx), Schaars , Martens, Ari (70' Lens), El Hamdaoui |  |
| Stadion: Stadion Galgenwaard Toeschouwers: 23.200 Jack van Hulten |            |           |             | De Ruiter, Wormgoor, Keller, Schut (17' Dickoh), Neşu , Silberbauer, Maguire, Caluwé (80' Uiterloo), Loval, Boussaboun, George (64' Cziommer) | Didulica, Jaliens, Klavan , Moisander, Poulsen (81' Pocognoli), Dembélé, De Zeeuw (90' Luijckx), Schaars , Martens, Ari (70' Lens), El Hamdaoui |  |
|                                                                   |            |           |             | | |  |

| 22 maart 2009, 14u30                                     | FC Volendam | 0-0 (0-0) | FC Utrecht | Opstelling FC Volendam | Opstelling FC Utrecht |  |
| Stadion: Kras Stadion Toeschouwers: 5.972 Eric Braamhaar |             |           |            | Verhoeven, Maynard (84' Narsingh), Bakens (62' De Wit), Schilder, Koning, De Lange, Boots, Meijers , Van Zaanen (58' Platje), Tuyp, Sheotahul | Vorm (46' De Ruiter), Cornelisse, Dickoh, Keller, Neşu, Silberbauer, Van Dijk, Maguire, Loval, Skoubo (67' Cziommer), Caluwé (46' Boussaboun) |  |
| Stadion: Kras Stadion Toeschouwers: 5.972 Eric Braamhaar |             |           |            | Verhoeven, Maynard (84' Narsingh), Bakens (62' De Wit), Schilder, Koning, De Lange, Boots, Meijers , Van Zaanen (58' Platje), Tuyp, Sheotahul | Vorm (46' De Ruiter), Cornelisse, Dickoh, Keller, Neşu, Silberbauer, Van Dijk, Maguire, Loval, Skoubo (67' Cziommer), Caluwé (46' Boussaboun) |  |
| Stadion: Kras Stadion Toeschouwers: 5.972 Eric Braamhaar |             |           |            | Verhoeven, Maynard (84' Narsingh), Bakens (62' De Wit), Schilder, Koning, De Lange, Boots, Meijers , Van Zaanen (58' Platje), Tuyp, Sheotahul | Vorm (46' De Ruiter), Cornelisse, Dickoh, Keller, Neşu, Silberbauer, Van Dijk, Maguire, Loval, Skoubo (67' Cziommer), Caluwé (46' Boussaboun) |  |
|                                                          |             |           |            | | |  |

#### April
| 4 april 2009, 18u45                                          | FC Utrecht | 0-1 (0-0) | FC Groningen  | Opstelling FC Utrecht                                                                                                  | Opstelling FC Groningen |  |
| Stadion: Stadion Galgenwaard Toeschouwers: 22.500 Ed Janssen |            |           | 94' Levchenko | De Ruiter, Cornelisse, Keller , Dickoh, Neşu, Silberbauer, Van Dijk , Caluwé, Somers, Cziommer, Loval (70' Boussaboun) | Luciano, De Roover, Sankoh (78' Veldmate), Švejdík , Stenman, Matthijs, Van de Laak, Levchenko , Lovre, Berg , García (61' Meerdink) |  |
| Stadion: Stadion Galgenwaard Toeschouwers: 22.500 Ed Janssen |            |           |               | De Ruiter, Cornelisse, Keller , Dickoh, Neşu, Silberbauer, Van Dijk , Caluwé, Somers, Cziommer, Loval (70' Boussaboun) | Luciano, De Roover, Sankoh (78' Veldmate), Švejdík , Stenman, Matthijs, Van de Laak, Levchenko , Lovre, Berg , García (61' Meerdink) |  |
| Stadion: Stadion Galgenwaard Toeschouwers: 22.500 Ed Janssen |            |           |               | De Ruiter, Cornelisse, Keller , Dickoh, Neşu, Silberbauer, Van Dijk , Caluwé, Somers, Cziommer, Loval (70' Boussaboun) | Luciano, De Roover, Sankoh (78' Veldmate), Švejdík , Stenman, Matthijs, Van de Laak, Levchenko , Lovre, Berg , García (61' Meerdink) |  |
|                                                              |            |           |               | | |  |

| 11 april 2009, 19u45                                        | PSV                    | 2-0 (1-0) | FC Utrecht | Opstelling PSV | Opstelling FC Utrecht |  |
| Stadion: Philips Stadion Toeschouwers: 33.500 Ben Haverkort | Salcido 45' Simons 55' |           |            | Isaksson, Culina, Bréchet, Marcellis, Salcido , Amrabat (71' Lazović), Afellay (88' Bakkal), Méndez, Simons, Dzsudzsák, Toivonen | De Ruiter , Cornelisse, Dickoh, Schut, Neşu , Silberbauer, Van Dijk (60' Maguire), Caluwé, Somers (70' George), Skoubo , Loval |  |
| Stadion: Philips Stadion Toeschouwers: 33.500 Ben Haverkort |                        |           |            | Isaksson, Culina, Bréchet, Marcellis, Salcido , Amrabat (71' Lazović), Afellay (88' Bakkal), Méndez, Simons, Dzsudzsák, Toivonen | De Ruiter , Cornelisse, Dickoh, Schut, Neşu , Silberbauer, Van Dijk (60' Maguire), Caluwé, Somers (70' George), Skoubo , Loval |  |
| Stadion: Philips Stadion Toeschouwers: 33.500 Ben Haverkort |                        |           |            | Isaksson, Culina, Bréchet, Marcellis, Salcido , Amrabat (71' Lazović), Afellay (88' Bakkal), Méndez, Simons, Dzsudzsák, Toivonen | De Ruiter , Cornelisse, Dickoh, Schut, Neşu , Silberbauer, Van Dijk (60' Maguire), Caluwé, Somers (70' George), Skoubo , Loval |  |
|                                                             |                        |           |            | | |  |

| 19 april 2009, 14u30                                                 | FC Utrecht                  | 2-1 (1-1) | sc Heerenveen     | Opstelling FC Utrecht | Opstelling sc Heerenveen |  |
| Stadion: Stadion Galgenwaard Toeschouwers: 22.500 Raymond van Meenen | Silberbauer 6' Van Dijk 89' |           | 3' Paulo Henrique | De Ruiter, Cornelisse, Keller , Schut (15' Dickoh), Etienne Shew-Atjon, Silberbauer, Van Dijk, Caluwé , Somers (46' Danso), George (76' Skoubo), Loval | Vonk, Breuer (78' Janmaat ), Bak Nielsen, Dingsdag, Popov , Grindheim, Svec, Smárason (61' Beerens), Elyounoussi (61' Kalou), Sibon, Paulo Henrique |  |
| Stadion: Stadion Galgenwaard Toeschouwers: 22.500 Raymond van Meenen |                             |           |                   | De Ruiter, Cornelisse, Keller , Schut (15' Dickoh), Etienne Shew-Atjon, Silberbauer, Van Dijk, Caluwé , Somers (46' Danso), George (76' Skoubo), Loval | Vonk, Breuer (78' Janmaat ), Bak Nielsen, Dingsdag, Popov , Grindheim, Svec, Smárason (61' Beerens), Elyounoussi (61' Kalou), Sibon, Paulo Henrique |  |
| Stadion: Stadion Galgenwaard Toeschouwers: 22.500 Raymond van Meenen |                             |           |                   | De Ruiter, Cornelisse, Keller , Schut (15' Dickoh), Etienne Shew-Atjon, Silberbauer, Van Dijk, Caluwé , Somers (46' Danso), George (76' Skoubo), Loval | Vonk, Breuer (78' Janmaat ), Bak Nielsen, Dingsdag, Popov , Grindheim, Svec, Smárason (61' Beerens), Elyounoussi (61' Kalou), Sibon, Paulo Henrique |  |
|                                                                      |                             |           |                   | | |  |

| 26 april 2009, 14u30                                     | Vitesse                                                                           | 6-1 (1-0) | FC Utrecht | Opstelling Vitesse | Opstelling FC Utrecht |  |
| Stadion: GelreDome Toeschouwers: 16.975 Richard Liesveld | Hofs 45' Claudemir 61' Claudemir 62' Verhaegh 65' Büttner 84' Van der Struijk 88' |           | 70' Somers | Velthuizen, Verhaegh, Sprockel , Van Diermen, Kuiper, Claudemir (74' Büttner), Hofs, Sansoni, Molhoek, Nilsson (82' Van der Struijk), Van Wolfswinkel (65' Kolk) | De Ruiter, Cornelisse, Dickoh (74' Wormgoor), Keller, Neşu, Maguire, Van Dijk , Caluwé, Somers (75' George), Van der Gun, Loval (64' Skoubo) |  |
| Stadion: GelreDome Toeschouwers: 16.975 Richard Liesveld |                                                                                   |           |            | Velthuizen, Verhaegh, Sprockel , Van Diermen, Kuiper, Claudemir (74' Büttner), Hofs, Sansoni, Molhoek, Nilsson (82' Van der Struijk), Van Wolfswinkel (65' Kolk) | De Ruiter, Cornelisse, Dickoh (74' Wormgoor), Keller, Neşu, Maguire, Van Dijk , Caluwé, Somers (75' George), Van der Gun, Loval (64' Skoubo) |  |
| Stadion: GelreDome Toeschouwers: 16.975 Richard Liesveld |                                                                                   |           |            | Velthuizen, Verhaegh, Sprockel , Van Diermen, Kuiper, Claudemir (74' Büttner), Hofs, Sansoni, Molhoek, Nilsson (82' Van der Struijk), Van Wolfswinkel (65' Kolk) | De Ruiter, Cornelisse, Dickoh (74' Wormgoor), Keller, Neşu, Maguire, Van Dijk , Caluwé, Somers (75' George), Van der Gun, Loval (64' Skoubo) |  |
|                                                          |                                                                                   |           |            | | |  |

#### Mei
| 3 mei 2009, 14u30                                               | FC Utrecht            | 2-2 (1-1) | Feyenoord                  | Opstelling FC Utrecht | Opstelling Feyenoord |  |
| Stadion: Stadion Galgenwaard Toeschouwers: 23.500 Roelof Luinge | Caluwé 14' Keller 65' |           | 26' Tomasson 74' Wijnaldum | De Ruiter, Cornelisse, Keller, Dickoh, Neşu , Silberbauer, Maguire, Caluwé, Skoubo (90' Uiterloo), George (46' Danso), Van der Gun | Timmer, Leerdam (19' Tiendalli), Bahia, Landzaat (73' Mols), De Cler , Fer , Tomasson (50' Bruins), Van Bronckhorst, Wijnaldum, Makaay, Biseswar |  |
| Stadion: Stadion Galgenwaard Toeschouwers: 23.500 Roelof Luinge |                       |           |                            | De Ruiter, Cornelisse, Keller, Dickoh, Neşu , Silberbauer, Maguire, Caluwé, Skoubo (90' Uiterloo), George (46' Danso), Van der Gun | Timmer, Leerdam (19' Tiendalli), Bahia, Landzaat (73' Mols), De Cler , Fer , Tomasson (50' Bruins), Van Bronckhorst, Wijnaldum, Makaay, Biseswar |  |
| Stadion: Stadion Galgenwaard Toeschouwers: 23.500 Roelof Luinge |                       |           |                            | De Ruiter, Cornelisse, Keller, Dickoh, Neşu , Silberbauer, Maguire, Caluwé, Skoubo (90' Uiterloo), George (46' Danso), Van der Gun | Timmer, Leerdam (19' Tiendalli), Bahia, Landzaat (73' Mols), De Cler , Fer , Tomasson (50' Bruins), Van Bronckhorst, Wijnaldum, Makaay, Biseswar |  |
|                                                                 |                       |           |                            | | |  |

| 10 mei 2009, 14u30                                       | Heracles Almelo | 1-1 (1-0) | FC Utrecht      | Opstelling Heracles Almelo | Opstelling FC Utrecht |  |
| Stadion: Polman Stadion Toeschouwers: 8.500 Jan Wegereef | Fledderus 24'   |           | 90' Van der Gun | Pieckenhagen, Breukers, Maertens (90' Smit), Wuytens, Looms , Quansah, Van den Bergh (75' De Vries), Fledderus, Hakola , Dost (82' Douglas), Overtoom | De Ruiter, Cornelisse, Van Dijk , Keller (46' Dickoh), Neşu , Maguire, Silberbauer, Caluwé (81' Danso), Loval (69' George), Skoubo, Van der Gun |  |
| Stadion: Polman Stadion Toeschouwers: 8.500 Jan Wegereef |                 |           |                 | Pieckenhagen, Breukers, Maertens (90' Smit), Wuytens, Looms , Quansah, Van den Bergh (75' De Vries), Fledderus, Hakola , Dost (82' Douglas), Overtoom | De Ruiter, Cornelisse, Van Dijk , Keller (46' Dickoh), Neşu , Maguire, Silberbauer, Caluwé (81' Danso), Loval (69' George), Skoubo, Van der Gun |  |
| Stadion: Polman Stadion Toeschouwers: 8.500 Jan Wegereef |                 |           |                 | Pieckenhagen, Breukers, Maertens (90' Smit), Wuytens, Looms , Quansah, Van den Bergh (75' De Vries), Fledderus, Hakola , Dost (82' Douglas), Overtoom | De Ruiter, Cornelisse, Van Dijk , Keller (46' Dickoh), Neşu , Maguire, Silberbauer, Caluwé (81' Danso), Loval (69' George), Skoubo, Van der Gun |  |
|                                                          |                 |           |                 | | |  |

### KNVB beker
| 25 september 2008, 20u45                                    | AFC Ajax                 | 2-0 (0-0) | FC Utrecht | Opstelling AFC Ajax | Opstelling FC Utrecht |  |
| Stadion: Amsterdam ArenA Toeschouwers: 24.187 Björn Kuipers | Suárez 70' Huntelaar 86' |           |            | Stekelenburg, Silva, Van der Wiel, Vermaelen, Emanuelson (90' Schilder), Enoh , De Jong, Vertonghen (88' Lindgren), Suárez, Huntelaar, Sarpong (88' Cvitanich) | Vorm, Cornelisse, Neşu , Dickoh , Van Dijk, Loval , Silberbauer, Skoubo (68' Boussaboun), Cziommer (62' Schaken), Maguire, George (74' Shew-Atjon) |  |
| Stadion: Amsterdam ArenA Toeschouwers: 24.187 Björn Kuipers |                          |           |            | Stekelenburg, Silva, Van der Wiel, Vermaelen, Emanuelson (90' Schilder), Enoh , De Jong, Vertonghen (88' Lindgren), Suárez, Huntelaar, Sarpong (88' Cvitanich) | Vorm, Cornelisse, Neşu , Dickoh , Van Dijk, Loval , Silberbauer, Skoubo (68' Boussaboun), Cziommer (62' Schaken), Maguire, George (74' Shew-Atjon) |  |
| Stadion: Amsterdam ArenA Toeschouwers: 24.187 Björn Kuipers |                          |           |            | Stekelenburg, Silva, Van der Wiel, Vermaelen, Emanuelson (90' Schilder), Enoh , De Jong, Vertonghen (88' Lindgren), Suárez, Huntelaar, Sarpong (88' Cvitanich) | Vorm, Cornelisse, Neşu , Dickoh , Van Dijk, Loval , Silberbauer, Skoubo (68' Boussaboun), Cziommer (62' Schaken), Maguire, George (74' Shew-Atjon) |  |
|                                                             |                          |           |            | | |  |

### Play-offsEuropa League
| 16 mei 2009, 20u00                                            | FC Utrecht                          | 3-3 (1-1) | FC Groningen               | Opstelling FC Utrecht | Opstelling FC Groningen |  |
| Stadion: Stadion Galgenwaard Toeschouwers: 10.500 Pieter Vink | Cornelisse 6' George 48' Skoubo 59' |           | 18' Berg 49' Berg 75' Berg | De Ruiter, Cornelisse , Keller (46' Shew-Atjon), Wormgoor, Neşu, Silberbauer, Van Dijk Maguire, Caluwé, Skoubo, George (71' Danso), Van der Gun | Luciano, De Roover, Granqvist, Švejdík, Stenman, Holla , Van de Laak, Levchenko, Lovre (28' Meerdink ), Berg (82' Matthijs), Gonzalo (66' Matavž) |  |
| Stadion: Stadion Galgenwaard Toeschouwers: 10.500 Pieter Vink |                                     |           |                            | De Ruiter, Cornelisse , Keller (46' Shew-Atjon), Wormgoor, Neşu, Silberbauer, Van Dijk Maguire, Caluwé, Skoubo, George (71' Danso), Van der Gun | Luciano, De Roover, Granqvist, Švejdík, Stenman, Holla , Van de Laak, Levchenko, Lovre (28' Meerdink ), Berg (82' Matthijs), Gonzalo (66' Matavž) |  |
| Stadion: Stadion Galgenwaard Toeschouwers: 10.500 Pieter Vink |                                     |           |                            | De Ruiter, Cornelisse , Keller (46' Shew-Atjon), Wormgoor, Neşu, Silberbauer, Van Dijk Maguire, Caluwé, Skoubo, George (71' Danso), Van der Gun | Luciano, De Roover, Granqvist, Švejdík, Stenman, Holla , Van de Laak, Levchenko, Lovre (28' Meerdink ), Berg (82' Matthijs), Gonzalo (66' Matavž) |  |
|                                                               |                                     |           |                            | | |  |

| 21 mei 2008, 14u30                                   | FC Groningen                          | 4-0 (2-0) | FC Utrecht | Opstelling FC Groningen | Opstelling FC Utrecht |  |
| Stadion: Euroborg Toeschouwers: 21.669 Björn Kuipers | Berg 9' Lovre 31' Berg 46' Matavž 64' |           |            | Luciano, De Roover, Švejdík, Granqvist, Stenman, Van de Laak , Holla, Lovre (70' Matthijs), Levchenko (75' Meerdink), Berg, Gonzalo (62' Matavž) | De Ruiter, Cornelisse, Shew-Atjon, Wormgoor , Neşu , Silberbauer (57' Danso), Van Dijk, Caluwé (71' Maguire), George, Van der Gun , Loval |  |
| Stadion: Euroborg Toeschouwers: 21.669 Björn Kuipers |                                       |           |            | Luciano, De Roover, Švejdík, Granqvist, Stenman, Van de Laak , Holla, Lovre (70' Matthijs), Levchenko (75' Meerdink), Berg, Gonzalo (62' Matavž) | De Ruiter, Cornelisse, Shew-Atjon, Wormgoor , Neşu , Silberbauer (57' Danso), Van Dijk, Caluwé (71' Maguire), George, Van der Gun , Loval |  |
| Stadion: Euroborg Toeschouwers: 21.669 Björn Kuipers |                                       |           |            | Luciano, De Roover, Švejdík, Granqvist, Stenman, Van de Laak , Holla, Lovre (70' Matthijs), Levchenko (75' Meerdink), Berg, Gonzalo (62' Matavž) | De Ruiter, Cornelisse, Shew-Atjon, Wormgoor , Neşu , Silberbauer (57' Danso), Van Dijk, Caluwé (71' Maguire), George, Van der Gun , Loval |  |
|                                                      |                                       |           |            | | |  |

## Positie op de ranglijst

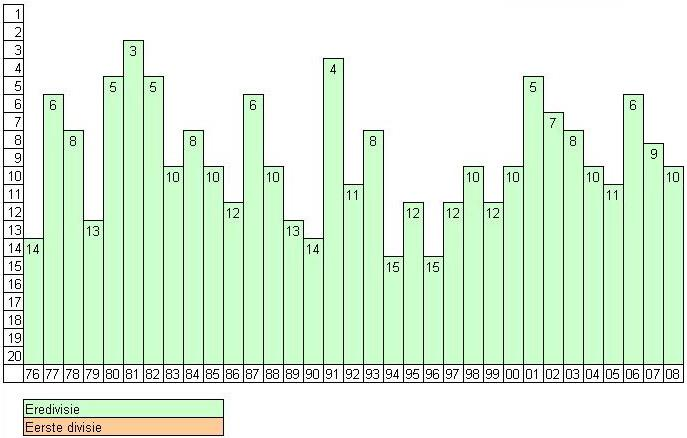
De eindstand van FC Utrecht sinds 1976

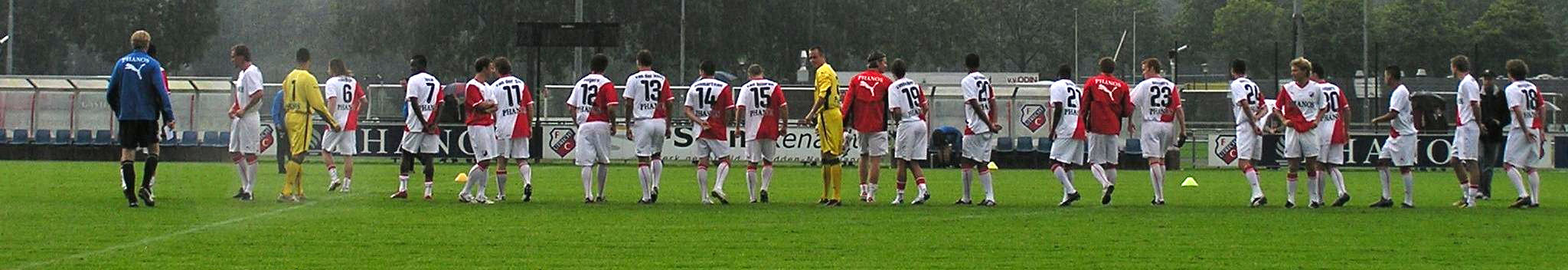
Spelers tijdens de eerste training van het seizoen

| 17 |

| 18 |

| 14 |

| 14 |

| 12 |

| 12 |

| 12 |

| 11 |

| 8 |

| 10 |

| 10 |

| 10 |

| 10 |

| 9 |

| 9 |

| 9 |

| 9 |

| 9 |

| 9 |

| 9 |

| 8 |

| 7 |

| 7 |

| 7 |

| 8 |

| 8 |

| 8 |

| 8 |

| 8 |

| 9 |

| 7 |

| 9 |

| 9 |

| 9 |